# Supporters du Stade Malherbe Caen
 (novembre 2015).
 (novembre 2020).
 (novembre 2020).
- Si vous ne connaissez pas le sujet, laissez ce bandeau (vous pouvez alors contacter les auteurs).
- Si vous supprimez le contenu mis en cause (vous pouvez préalablement contacter les auteurs),

argumentez précisément cette suppression dans la page de discussion
(un manque de référence n'est pas un argument ; une recherche réelle de référence doit avoir été effectuée, être formellement documentée).

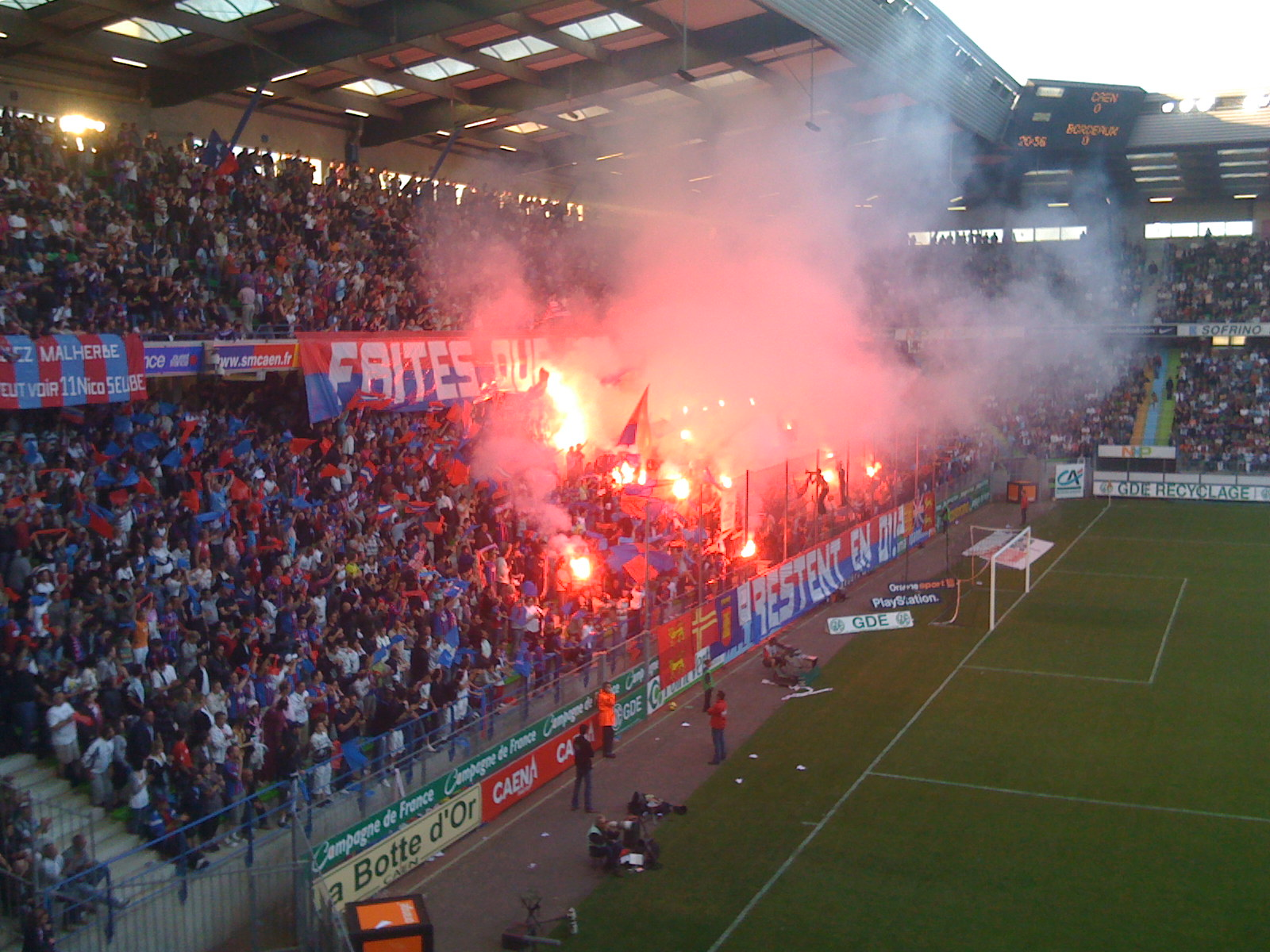
Fumigènes au stade d'Ornano, en 2009.

Les supporters du Stade Malherbe Caen encouragent et soutiennent le club de football français du Stade Malherbe Caen. Ce club étant un des principaux clubs de football de Normandie, les supporters du club sont originaires de toute la région.
Le premier groupe de supporters organisés naît à l'époque où le club passe professionnel dans les années 1930. Celui-ci ne survit pas à la perte du statut professionnel en 1938. À la sortie de la guerre, un nouveau groupe se crée et il accompagne le club dans ses épopées en coupe de France. Le mouvement des supporters du club se développe fortement avec les bons résultats de l'équipe au cours des années 1980 notamment avec la montée en division 1 et au début des années 1990, dans la chaleur du stade de Venoix. Le déménagement au stade Michel-d'Ornano en 1993, le creux sportif qui s'ensuivit et les normes imposées par la Ligue nationale de football conduit à la réduction des différents mouvements et leur fusion au sein du Malherbe Normandy Kop, fondé en 1996. Après plusieurs années difficiles, celui-ci parvient à gagner en importance au cours des années 2000 et reste en 2011 le groupe de supporters très largement majoritaire malgré la création de nouveaux groupes sur la même période.

## Naissance des groupes de supporters

### À l'époque de Venoix

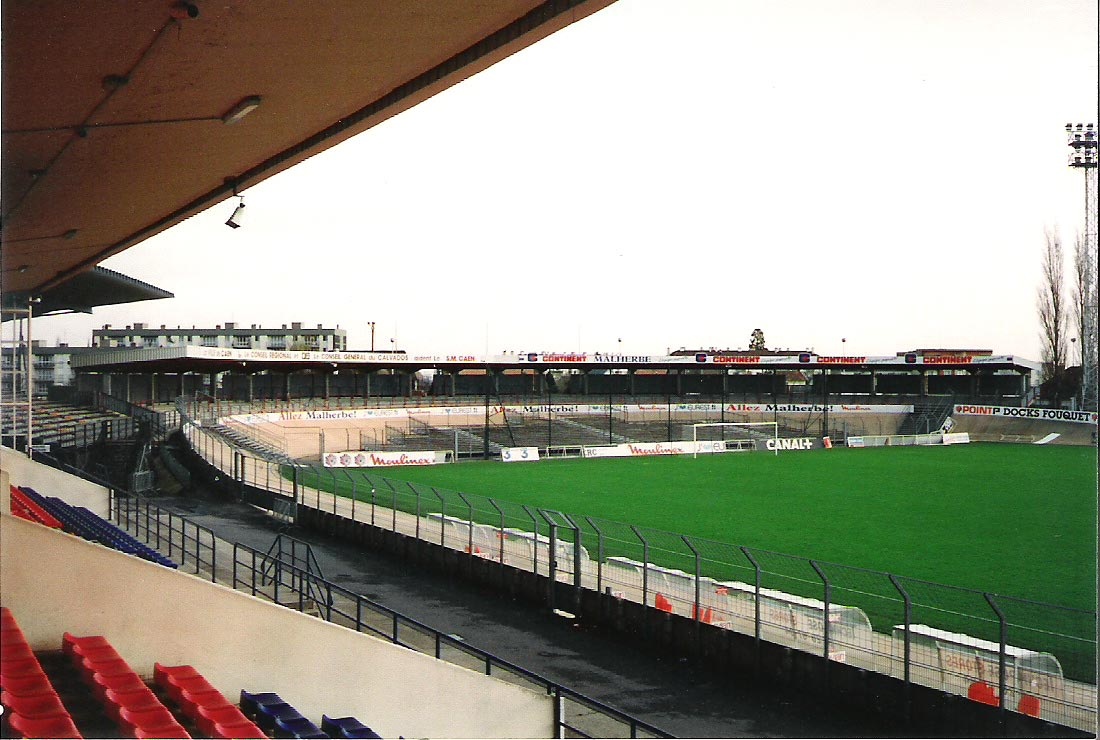
Vue intérieure de Venoix.

Le Stade Malherbe évolue de sa fondation jusqu'en 1993 au stade de Venoix, décrit comme un « mini-chaudron » en référence à sa capacité relativement réduite et aux ambiances parfois chaudes les soirs de match, facilitée par la configuration du stade (virages couverts, tribune latérale couverte).

#### La période d'avant guerre
Le club ayant été créé à la veille de la première Guerre mondiale, il ne dispute des matchs régulièrement qu'à la sortie de la guerre. Il participe à la coupe de France et réalise parfois des parcours qui attirent les spectateurs au stade de Venoix. Le 3 décembre 1922, le SM Caen reçoit l'Olympique de Paris pour le compte des 32e de finale de la coupe de France devant 2 500 spectateurs « enthousiastes venus de la région bas normande ». Un chant, inventé par le joueur Eugène Maës,se propage parmi les générations de supporters à partir du milieu des années 1920 : « non, non, non, non, l'stade Malherbe n'est pas mort (bis) car il gagne encore (bis) »,.
À partir des années 1930, le club joue aussi des matchs amicaux contre des clubs professionnels. Le 27 novembre 1932, le Football Club de Sète se déplace à Venoix devant 5 000 spectateurs. Lors de cette même saison, d'autres clubs viennent jouer des matchs amicaux. Les dirigeants du club font un sondage auprès des spectateurs pour savoir quelle équipe ils désiraient voir évoluer à Venoix. C'est ainsi que l'Olympique lillois vient le 26 février 1933 car elle était deuxième au classement des équipes préférées des supporters du Stade Malherbe. On commence alors à parler de « pelousards » pour désigner les « supporters passionnés et fidèles amassés en face du pesage ».
Un premier groupe de supporters du Stade Malherbe Caennais se crée en janvier 1936 alors que le club est passé professionnel et joue en deuxième division. Il s'appelle « Allez Malherbe » et compte alors une centaine de membres. À l'époque, les associations de supporters « ne cherchent pas à mettre de l’ambiance au stade. Leur objectif est plutôt de rassembler les amateurs d’un club, de nouer entre eux des relations de sociabilité et de renforcer leurs liens avec les joueurs et dirigeants. Ces associations entendent aider le club, notamment en lui fournissant des bénévoles qui, par exemple, contrôlent les billets à l’entrée du stade ou tiennent les buvettes. Elles agissent donc en synergie et en bonne intelligence avec la direction du club. »
Dès la fin du mois de janvier 1936, « Allez Malherbe » se fait remarquer en se déplaçant à Rouen pour le match de coupe de France contre le Racing. Le groupe s'occupe aussi de fournir un programme des matchs à domicile. Le groupe organise quelques déplacements à l'extérieur pour soutenir les rouges et bleus comme contre le rival havrais en septembre 1937. Il n'y a pas que par les encouragements que « Allez Malherbe » soutient le club, il participe financièrement à combler son déficit lorsque celui-ci connaît des difficultés financières (3 000 francs versés en mars 1937). Le groupe organise notamment un gala le 23 mars 1937 afin d'y récolter de l'argent. Mais cette initiative n'a pas eu l'audience escomptée. Pour la saison 1936-1937, c'est au total 12 000 francs qui sont apportés par les supporters. Cela permet au club de rester professionnel une saison supplémentaire. Mais tous ces efforts répétés n'empêchent pas le club de renoncer au statut professionnel faute de moyens lors de la saison 1937-1938. Le club organise une réunion publique le 9 juin 1938 sur la situation du professionnalisme à Caen en présence du comité directeur du club. Le club se retrouve division d'Honneur de Normandie. « Allez Malherbe » se dissout lors de son assemblée générale du 15 février 1939. Mais les supporters restent dans les tribunes de Venoix et continuent d'encourager son club préféré au cri de « allez Malherbe ! Malherbe champion » lors de la rencontre contre Quevilly en mars 1939. Les joueurs remercient leurs supporters en effectuant un tour d'honneur.

#### La période d'après guerre

##### Au temps de l'amateurisme et des coupes de France
À partir de 1948, le club joue dans le championnat amateur. C'est à ce moment qu'un club de supporters est de nouveau créé afin de supporter le Stade Malherbe ; il reprend le nom d'"Allez Malherbe". Les supporters ne soutiennent pas uniquement le club lors des matchs, ils participent pleinement à la vie du club car celui-ci dispose de très peu de moyens et les joueurs sont amateurs. C'est ainsi que les supporters sont aussi chargés « d'aller chercher les joueurs au travail et de mes ramener sitôt la séance d'entraînement terminée ».
Il n'y a pas foule lors des matchs au stade de Venoix néanmoins, certains matchs contre le « rival local » l'US Quevilly voit le nombre de spectateurs dépassait les 5 000 comme en 1956 ou en 1959 avec 6 023 spectateurs.
Il faut attendre les exploits en coupe de France dès le début des années 1950 pour que les Caennais s'intéressent de nouveau au ballon rond. Ils sont 2 000 à aller voir Caen battre le stade de Reims en 1953 à Rouen puis 500 à descendre à Bordeaux pour le tour suivant contre Nice. Lors de l'épopée de coupe de France de 1955-1956, il y a 500 supporters malherbistes à Tours pour le match contre Alès. Près de 6 636 spectateurs sont présents au stade pour voir le Racing Paris en 32e de finale de la coupe de France le 8 janvier 1956. Après ces épopées, le club traverse une crise qui le relègue dans le championnat de division d’Honneur de Normandie. Il faut attendre la réforme du championnat amateur en 1971 pour que le public revienne timidement au stade avec l'accession du club en division 2 ; le club y est repêché grâce « à la moyenne de spectateurs » : 1 828. Ce qui passionne les Caennais, ce sont les derbys caennais contre l'US Normande. Lors de la saison 1974-1975, il y a par exemple 6 197 spectateurs à Venoix pour ce match; le match aller s'étant déroulé devant près de 5 683 spectateurs.

##### Les années D2/D3
À partir de 1976, le club des supporters établit son quartier général au club-house, nouvellement construit, tenu par Yvette. Les supporters savent répondre présent quand il le faut, c'est le cas à la fin de la saison 1976-1977 où le club lutte pour ne pas descendre en troisième division. Le match contre Lorient se déroule dans « une ambiance folle. Rarement les joueurs malherbistes n'auront été plus encouragés que cet après-midi-là. Le public caennais réclamait un tour d'honneur aux joueurs pour avoir assuré le maintien ». Mais la saison suivante, les supporters expriment leur mécontentement après une saison catastrophique : il n'y a que 369 spectateurs lors du match contre Nœux les mines. Lors de la saison 1979-1980, pour la match de la remontée en deuxième division, Allez Malherbe organise un déplacement à Saint-Brieuc et de nombreux supporters caennais sont présents. Le club naviguant entre les deuxième et troisième divisions, l'affluence au stade de Venoix ne dépasse guère les 1 500 personnes au début des années 1980.
Il faut attendre la saison 1983-1984 pour que le public revienne à Venoix. Une nouvelle épopée en coupe de France permet d'établir un record d'affluence en février 1984 avec la venue de Laval. Près de 13 350 spectateurs sont présents pour le match aller qui voit la victoire de Caen. Le match retour au stade Francis Le Basser permet aux supporters caennais de se déplacer en nombre. Deux mois plus tard, Venoix connaît de nouveau un engouement avec le match crucial pour la montée en deuxième division contre le voisin du CA Lisieux le 5 mai 1984. Plus de 10 000 spectateurs sont présents pour ce match dont 1 000 lexoviens. Le club des supporters Allez Malherbe a prévu des grandes banderoles et fait venir une fanfare d'une quinzaine de musiciens pour animer le stade. Un journaliste de Ouest-France décrit l'ambiance comme une « grande messe autour du terrain, des gamins à foison et des chœurs tantôt caennais, parfois lexoviens timides au départ, fournis à l'arrivée ». Après ce match, un groupe d'amis décide de suivre le Stade Malherbe aussi bien à domicile qu'à l'extérieur. Ils se situent d'abord dans la tribune populaire (dite les tôles). Lors du dernier match de la saison 1983-1984 contre la réserve de Nantes, deux cars sont affrétés par le club des supporters au stade Marcel-Saupin. L'affluence est maigre, à peine 161 entrées payantes mais ce sont les supporters caennais qu'on entend. Après le match nul, Caen est assuré de retrouver la deuxième division et joueurs et supporters font la fête ensemble à Nantes.
Avec la couverture des virages peu avant le début de la saison 86-87, les supporters les plus actifs décident d'y migrer. Ils se placent dans le virage Venoix et se surnomment alors les « Vikings » et se placent en marge du groupe Allez Malherbe. On parle alors du « virage Vikings ». Ils viennent au stade avec leurs tambours, drapeaux et mégaphone.

##### Les premières années D1
La montée en première division, en 1988, provoque l'arrivée de nombreux nouveaux supporters. C'est dans le virage Venoix que se regroupent les fans les plus jeunes et les plus actifs ; un groupe de tam-tam antillais rythme les chants. Dans l'autre virage, c'est la fanfare municipale de Blainville sur Orne qui met de l'animation. Mais la cohabitation entre le groupe officiel, Allez Malherbe, et les jeunes du virage Venoix n'est pas toujours facile. Après le match contre Lille en août 1988, le président Jean-Jacques Fiolet est obligé d'intervenir entre les deux groupes avant que la situation ne s'envenime. Cette rivalité entre les deux clubs de supporters prend fin en janvier 1989 avec la création d'un seul et unique club de supporters. Ce nouveau club unique est ensuite intégré dans l'organigramme du club est devient de-fait le club officiel des supporters. Il a la gestion de la boutique des supporters (située à l'entrée du stade de Venoix), l'édition du journal Allez Malherbe et l'organisation des déplacements. Le club des supporters organise aussi des animations en ville lors des matchs comme c'est le cas pour la réception de l'OM an avril 89. Dès 14h30, la fanfare déambule dans les rues piétonnes de Caen pour présenter le match et les articles vendus à la boutique des supporters.
L'ambiance est telle au stade de Venoix qu'elle impressionne des joueurs expérimentés comme Graham Rix : « maintenant, le public caennais impressionne tellement l'adversaire qu'il rend son jeu plus difficile ». Son compatriote Brian Stein confirme l'impression : « les supporters de Luton font beaucoup de bruit, mais ce n'est rien à côté de deux de Caen. Je connais les supporters de Liverpool, Manchester United, et de tous les autres clubs anglais, mais jamais je n'ai vu un public aider une équipe autant que lorsque j'ai joué le premier match à Caen contre Nantes ».
Les supporters mettent de l'ambiance à domicile mais ils sont aussi des migrateurs : 15 cars sont affrétés pour un déplacement à Nantes en novembre 1988, 110 pour Laval en mai 1989. Ils recréent ainsi l'ambiance de Venoix à l'extérieur comme le reconnait l'entraîneur caennais Robert Nouzaret après le match à Nantes : « on se serait cru à Venoix lorsque nous sommes rentrés sur le terrain pour nous échauffer ». Le terme ultra apparaît pour la première fois au stade de Venoix lors du match contre Marseille sur une banderole dans le virage Venoix. Une semaine après la tragédie de Sheffield en Angleterre, les supporters malherbistes rendent hommage aux supporters anglais avec une phrase tendue dans le virage « supporters anglais, nous partageons votre peine » signée ultras normands Caen. Une minute de silence est respectée en hommage aux victimes. Le maintien du club en première division n'est acquis que lors des dernières journées de championnat. C'est donc tout naturellement que les supporters suivent leurs joueurs fétiches sur les différents stades : à Laval et à Bordeaux où la grande voile Allez Malherbe est présente. Lors du dernier match à domicile contre Cannes, le terrain est envahi par les supporters à la fin du match, des fumigènes sont allumés dans le virage Venoix. La fête est prolongée dans les rues de la ville après le match.
Après la saison, Allez Malherbe participe au congrès de la Fédération des Associations de Supporters du football français (F.A.S.) qui se tient à Cannes le 3 juin 1989.

#### La création du premier groupe ultra
À la fin de la saison 1988-1989, qui voit l'équipe arracher son maintien dans l'élite, Allez Malherbe et la direction du club rencontrent les supporters les plus actifs du virage Venoix le matin du match contre Lens; il leur est proposé de « former une commission intégrée à l'organisation des supporters du S.M.C. dont le but spécifique sera l'animation du virage Venoix ». Ainsi naissent les « Vikings de Venoix ». Lors de la saison 1989-1990, près de 150 personnes y prennent leur carte, des écharpes au nom du groupe sont mises en vente à la boutique des supporters. Lors des premiers matchs à l'extérieur de la saison 1988-1989, une bâche fait son apparition : « Vikings boys Venoix » derrière laquelle se regroupent les supporters malherbistes et plus spécifiquement les Vikings de Venoix. Lors du premier déplacement de la saison à Lille, Allez Malherbe affrète trois cars et il y a près de 500 supporters au stade Grimonprez-Jooris. Ils sont encore 200 à 250 au Stade Francis-Le Blé dont 60 Vikings. La ferveur qui se dégage du stade de Venoix et plus particulièrement du virage Venoix est unanimement saluée et participe aux bons résultats du club comme en témoigne cet article : « les Vikings de Venoix qui, durant 90 minutes et plus (de 20h30 à 23h) avaient par vos cris et vos clameurs poussaient notre SM Caen vers la victoire ». Les joueurs sont reconnaissants de cette ferveur qui les soutient lors des matchs. Le nouveau latéral Pape Fall, et ancien marseillais, déclare dans le bulletin Allez Malherbe : « le public caennais meilleur que celui de Marseille ».
Les Vikings de Venoix commencent à se faire connaître au-delà de Caen et se lient d'amitié avec d'autres supporters comme les Super Dragoes du FC Porto, les Ultras Marines de Bordeaux, le Loire-side de Nantes. Ils échangent des gadgets avant le match à Toulouse avec les ultras toulousains.
L'enthousiasme de la première saison en D1 ne retombe pas et les supporters viennent de plus en plus nombreux au stade. Le 11 novembre 1989, on estime entre 15 000 et 17 000 le nombre de spectateurs dans le stade pour la réception de l'Olympique de Marseille, ce qui constitue le record d'affluence à Venoix. Les déplacements en masse continuent, près de 40 cars sont acheminés pour le match Paris Saint-Germain - Caen, et près de 7 000 Caennais assistent au match. Ils sont 400 à descendre à Marseille en fin de saison, dont la fanfare de Blainville. Philippe Broussard estime dans son livre « Génération supporters » que le noyau des Vikings est de l'ordre d'une vingtaine de personnes présentes « à tous les matches, quel que soit l'adversaire ».

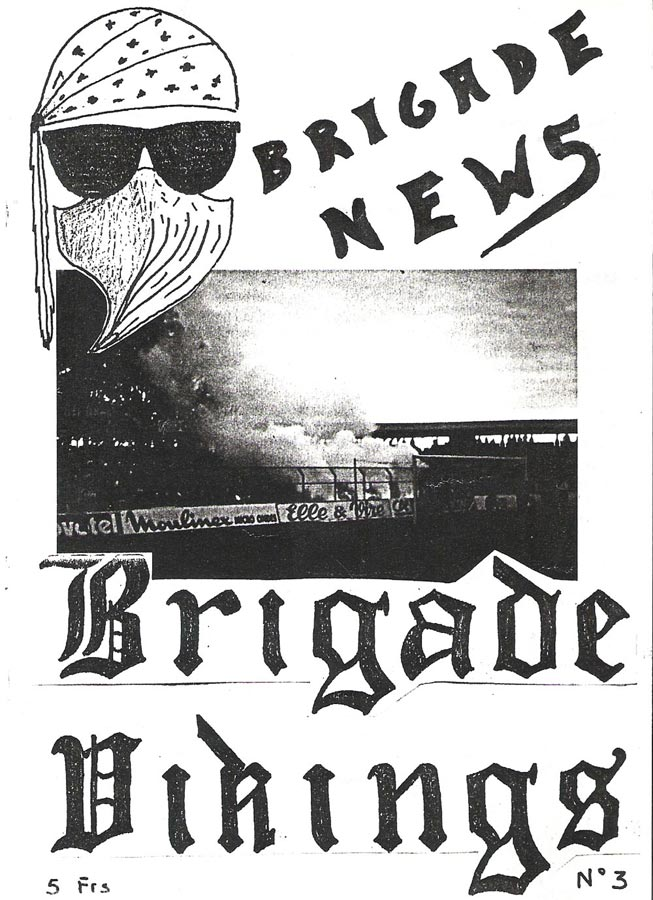
Fanzine brigade news

À l'été 1990, les Vikings de Venoix changent de nom et s'appellent désormais la « Brigade Vikings ». Ces supporters ont pour référence le mouvement ultra. Ils créent alors leur propre matériel (écharpes, tee-shirts) qui n'est pas vendu à la boutique du stade et sortent un fanzine, Brigade News. La Brigade Vikings tente d'importer la culture tifo au stade de Venoix. La première animation a lieu lors de la réception des Girondins de Bordeaux le 28 juillet 1990. De grands lettres cartonnées sont déployées dans le virage Venoix pour former la phrase « Caen for ever ». En plus de ce genre d'animations, la Brigade Vikings est très portée sur l'utilisation d'engins pyrotechniques, notamment les feux de Bengale qu'elle finance grâce à la vente son fanzine Brigade News. Les relations entre la Brigade Vikings et Allez Malherbe se distendent, la BV n'hésitant pas à railler le club des supporters dans son fanzine. De son côté, le club des supporters tient à sa respectabilité et n'hésite pas à exclure les fauteurs de troubles quand il le faut comme lors du match Caen - Sochaux en août 1990. Les supporters du SM Caen aiment se déplacer quand les distances ne sont pas trop importantes. Lors du match à Paris, c'est près de 40 cars qui prennent la direction de la capitale, 4 pour la direction de Rennes au mois d'octobre 1990. Le club Allez Malherbe organise aussi un déplacement à Londres pour le jubilé de Graham Rix le 13 octobre 1990. L'ancien capitaine des Gunners d'Arsenal reçoit un cadeau de la part des supporters malherbistes et ces derniers sont autorisés à faire un tour du stade sur la pelouse d'Highbury en compagnie de la fanfare de Blainville.
L'ambiance est toujours aussi chaude au stade de Venoix, au point que l'entraîneur de Nancy Aimé Jacquet déclare « le public du stade de Venoix, après celui du stade Vélodrome, c'est le plus chaud de France ». Il faut dire que les bons résultats de l'équipe rendent le stade euphorique.

#### Première scission et création de nouveaux groupes
La Brigade Vikings connaît deux scissions à l'issue de la saison 1990-1991, qui donnent naissance aux « Gunners » et au « Kop Of Hund Boys » (KOHB). Les Gunners sont fondés à la fin du mois d'août 1991 par des jeunes du virage Venoix, dans une référence plus anglaise que la Brigade Vikings. Ils apparaissent d'abord sous le nom de Vikings ultras. Cette concurrence n'a pas été appréciée par certains membres de la Brigade Vikings qui leur arrachent leurs banderoles. Ils décident alors de s'implanter dans le virage Caen, à l'opposé de la fanfare de Blainville. Ils changent de nom pour Gunners en hommage au joueur du club Graham Rix. Les Hund Boys regroupent des supporters du virage Venoix sur des bases politiques. En effet, ils rassemblent un nombre non négligeable de skinheads d'extrême droite. Les Hund Boys sont tous issus d'un groupe qui était surnommé « les blaireaux » à cause de leurs agissements envers les autres pensionnaires du virage Venoix. Après un match, c'est le conflit entre les Vikings et « les blaireaux ». Ces derniers changent d'emplacement pour se situer sous le toit du virage Venoix. Les Hund Boys se font remarquer lors du match contre le Paris SG en octobre 1991 où des incidents ont lieu avant et pendant le match. Ils se lient d'amitié avec d'autres groupes de supporters nationalistes comme le side di Borgogna d'Auxerre.
La fanfare de Blainville met en sommeil son activité au début de cette saison 1991-1992 par manque d'effectifs. « Allez Malherbe » lance un appel dans la presse pour la remplacer.

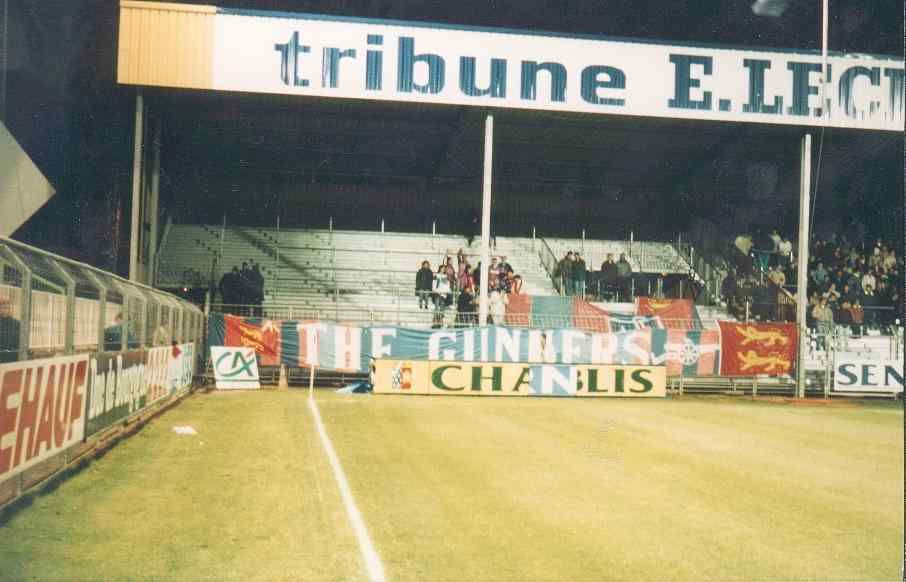
Gunners en tribune, 1991.

À l'issue de la saison 1991-1992, la Brigade Vikings quitte son emplacement initial pour monter dans la partie supérieure du virage Venoix, au même niveau que les Hund Boys. La collaboration entre les deux groupes permet de nouvelles animations dans le virage Venoix. Pour le match contre Marseille, les Vikings et les Hund Boys confectionnent un cercueil noir frappé d'une croix et de l'inscription « anti-OM » ; ils le promènent sur la pelouse juste avant le match. Quelques incidents sont à noter dans le virage Venoix où des partisans marseillais sont présents, nécessitant l'intervention des forces de l'ordre. L'idée d'un cercueil n'est pas nouvelle, la Brigade Vikings l'avait déjà tenté en mars 1990 pour la réception de Lyon. Mais le président Jean-Jacques Fiolet l'avait empêché. Les fumigènes et autres engins pyrotechniques sont fortement utilisés à domicile et parfois à l'extérieur comme c'est le cas à Rennes en octobre 1991. Lors de ce match, quatre supporters sont brûlés après que le sac contenant les feux de Bengale s'est embrasé. Plusieurs matchs à domicile sont retardés à cause de l'utilisation d'engins pyrotechniques.
Le match de la saison suivante est le premier tour de la coupe UEFA 1992-1993 contre les Espagnols du Real Saragosse. Bien que le stade ne soit qu'à moitié rempli, la plupart des spectateurs sont massés dans le virage Venoix. Les Hund Boys organisent une animation à base de cartons formant les lettres du groupe; plusieurs fumigènes sont aussi allumés. Le succès populaire du club et l'exiguïté du stade de Venoix conduisent les dirigeants à lancer la construction d'une nouvelle enceinte, plus grande, livrée en fin de saison. Les groupes du virage Venoix quittent avec regret le stade de Venoix. Lors du dernier match de championnat contre Montpellier, ils déploient une banderole « Venoix à jamais dans nos cœurs ».

### L'ère d'Ornano

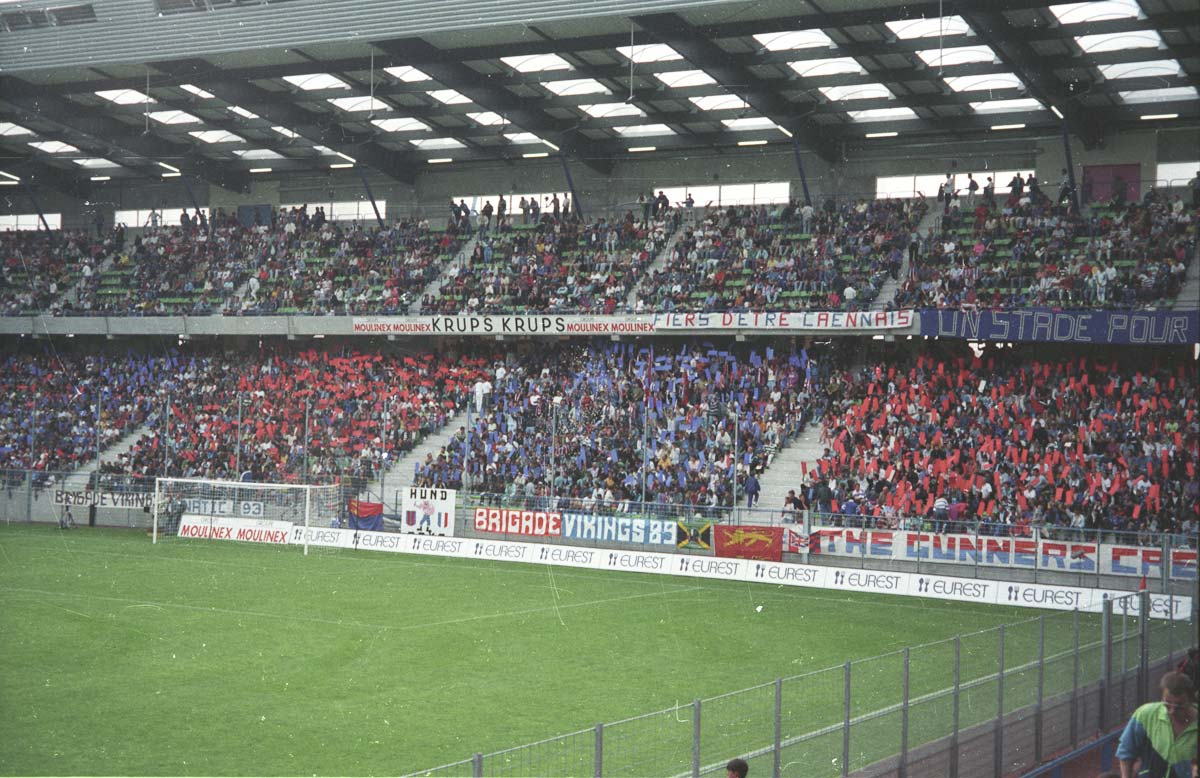
Caen-Metz 93-94

En juin 1993 le stade Michel-d'Ornano est inauguré, les supporters doivent quitter un stade qu'ils affectionnent particulièrement. Les trois groupes (Brigade Vikings, Gunners et KOHB) s'installent en tribune Populaire B, vers l'entrée Calvados, mais ne parviennent pas à recréer l'ambiance du stade de Venoix.

#### Une première année d'adaptation
Le premier match de championnat 93-94 dans le nouveau stade et dans la nouvelle tribune, appelée alors la « Maladada » (en rapport avec le quartier de la Maladrerie) se déroule contre Metz. Les 3 groupes (Vikings, Gunners et Hund Boys) prennent leurs marques et se retrouvent pour la première fois dans la même tribune. Lors des deux premiers matchs, les trois groupent sont ensemble. Puis les Gunners décident de s'excentrer à la gauche du bloc principal BV-Hund Boys à cause de l'idéologie des Hund Boys. À noter que tous les groupes sont en haut de la tribune. Il faudra attendre la 11e journée de championnat contre Monaco pour que les Vikings et les Hund Boys aillent en bas de la tribune ; les Gunners restant en haut. Lors des premiers matchs, l'ambiance est poussive dans ce nouveau stade car, contrairement à Venoix, la plupart des spectateurs sont assis. Les groupes demandent donc au président Guy Chambily la possibilité d'enlever les sièges. Il répondra qu'il étudiera la question sans pour autant leur donner raison. Mais la configuration de la tribune permet aux groupes de faire des tifos. Pour la réception de Monaco, des ballons rouges et bleus sont distribués aux spectateurs suivant leur emplacement afin de former des carrés uniformes. au match suivant contre Bordeaux, des bandes rouges et bleues sont hissées à partir de la tribune seconde au-dessus de la populaire. Ces grandes bandes sont liées entre elles, à leur sommet, par une corde. Cette corde est elle-même soutenue par plusieurs petites cordes qui ont été installées dans l'après-midi par les Vikings. Ce système permet de "faire monter" les bandes du bas vers le haut de la tribune. À quelques minutes de l'entrée des joueurs, plusieurs Vikings montent en tribune Seconde I. Alors que les premiers chants retentissent dans le kop, un capo de la Brigade Vikings fait signe aux supporters en tribune supérieure de tirer la trentaine de petites cordes qui permet d'élever doucement les bandes rouges et bleues. Des torches sont craquées par les Hund boys en complément. Face à Lille, la Brigade Vikings sort une grande voile rouge et bleue confectionnée avec du tissu. Il est inscrit « SMC Brigade Vikings » dessus. La voile est ressortie plusieurs fois au cours de la saison, le plus souvent agrémentée de fumigènes comme contre Martigues.
Le club enchaîne les mauvais résultats et commence à plonger au classement. Allez Malherbe lance alors un appel lors de la réception de Lyon le 3 décembre 1993 : « Supporters, « notre équipe rencontre des difficultés et ce n'est pas faute de se battre. Elle n'est plus ce qu'elle était. Mais nous : - sommes-nous les mêmes ? - sommes-nous toujours ce public fabuleux, hier reconnu et craint par tous les visiteurs de Venoix ? - le confort nous aurait-il rendu muet ? Par le passé, le public de CAEN a permis au SMC de se maintenir en première division. Aujourd'hui le SMC a plus que jamais besoin de nous. C'est dans la difficulté que l'on reconnaît ses amis. La bande à Cauet a des difficultés, elle rentre sur le terrain avec la peur de nous décevoir. Montrons-lui que nous sommes toujours présents à ses côtés. Par nos chants, nos encouragements, faisons pression sur l'adversaire ». Le match se solde par une victoire caennaise. Quelques jours après ce match, Allez Malherbe peut inaugurer sa nouvelle boutique dans l'enceinte même du stade Michel-d'Ornano et ainsi quitter sa camionnette obsolète[source insuffisante].
En tribune J, la fanfare de Blainville joue à chaque match. Mais cette concurrence sonore, car elle est située de leur côté, déplaît aux groupes et ils demandent au club de la déplacer. Celle-ci termine la saison en seconde de la tribune sud.

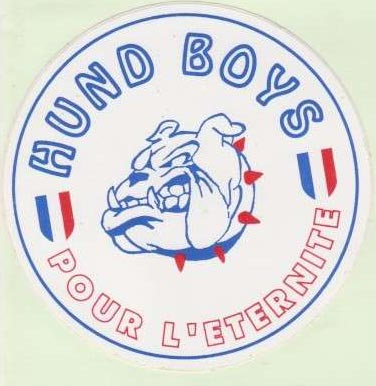
autocollant des Hund Boys, oct 1992

En janvier 1994, la Brigade Vikings fête ses cinq ans lors du match contre le PSG. Des lettres géantes ont été réalisées pour former la phrase « BV 5 ans ça se fête ». Des drapeaux rouges et bleus sont aussi distribués aux membres de la tribune pour qu'ils soient agités à l'entrée des joueurs. Quand ces derniers pénètrent sur la pelouse, une rangée de quinze torches est allumée. À noter que lors de ce match, les Vikings ont affiché une banderole « Paris, on t'.... » et plusieurs drapeaux jamaïcains (le Bob Marley était déjà présent depuis le début de la saison). L'affichage de ces symboles ajouté à l'utilisation des bombers retournés (symbole d'anti-racisme) creuse le fossé entre la Brigade vikings et les Hund Boys. Ces derniers décident donc de se détacher du bloc BV et de se positionner à quelques mètres à droite de la Brigade Vikings, juste derrière le but. Les relations se tendent entre les deux groupes et atteignent le paroxysme lors du match contre Saint-Etienne. À la fin du match, les Hund Boys s'emparent de la bâche des Vikings. Une fois sortis, ils tombent sur des supporters de Saint Etienne, les Magic Fans, qui leur dérobent à leur tour leurs bâches ainsi que celle des Vikings. Le leader des Hund Boys s'en tire avec un cocard et un bras cassé. Des membres de la Brigade Vikings se sont ensuite dirigés vers le bus des stéphanois et leur ont demandé de leur rendre leur bâche, ce qui fut fait. Cet incident entre deux groupes de supporters du club déclenche l'ire du président Guy Chambily. Les Hunds boys étaient déjà dans le collimateur du club et de la justice depuis le début de l'année. Lors du match contre Le Havre, quelques Hund Boys s'étaient dirigés vers le parcage visiteur pour y lancer un fumigène qui heureusement ne toucha personne. Lors du match suivant contre Nantes, les fouilles à l'entrée de la tribune sont plus strictes et deux Hund Boys sont arrêtés pour avoir tenté d'introduire des fumigènes. À la suite de tous ces incidents, le club demande aux Hund Boys de changer de tribune, ils s'exilent donc en tribune sud bien que la majorité des membres voulait rester dans la tribune. Ce changement de tribune annonce le début de la fin du groupe ; il ne regroupe guère plus de 25/30 personnes par match contre 50/60 à sa création.
La réception du rival havrais en février 1994 permet aux groupes caennais d'embraser au sens propre comme au sens figuré leur tribune. Une trentaine de torches sont allumées à l'entrée des joueurs masquant les quelque 2 000 ballons rouges et bleus distribués dans la tribune. Le fait que les deux clubs flirtent avec la relégation décuple l'envie des supporters caennais qui donnent de la voix durant tout le match. Autre match qui permet aux supporters de se mettre en valeur est la réception de Marseille. La Brigade Vikings accueille les marseillais par une banderole « bienvenue aux champions d'Europe ». La réception de l'OM le 9 avril 1994 permet au stade de battre son record d'affluence avec 19 611 spectateurs.
Le dernier match à d'Ornano pour la saison 93-94 se déroule contre Angers. Un dernier tifo est réalisé en réponse à celui des supporters bordelais lors du match Bordeaux - Caen qui s'était déroulé un mois avant. En effet, ces derniers (les ultras Bordeaux) avaient réalisé un drakkar à leur effigie, s'inspirant du logo du Stade Malherbe. Ils faisaient naviguer ce drakkar dans leur virage sud avec une banderole expliquant leur démarche : « si vous laissiez voguer vos idées voilà ce que vous pourriez faire.... ». Dans le best-of 93-94 de Sup' mag, les Ultras Bordeaux indiquaient « le spectacle contre CAEN servait à donner des idées aux supporters caennais, bien souvent en manque d'inspiration ». La Brigade Vikings prend au mot les Bordelais et décide de confectionner un tifo à base d'un drakkar. Contrairement aux Bordelais, les Caennais confectionnent une mer rouge et bleue à l'aide de bandes plastiques tendues horizontalement. Le tifo se met en place progressivement puis le drakkar, confectionné en carton, « navigue » dans la tribune.

#### Une première tentative d'union

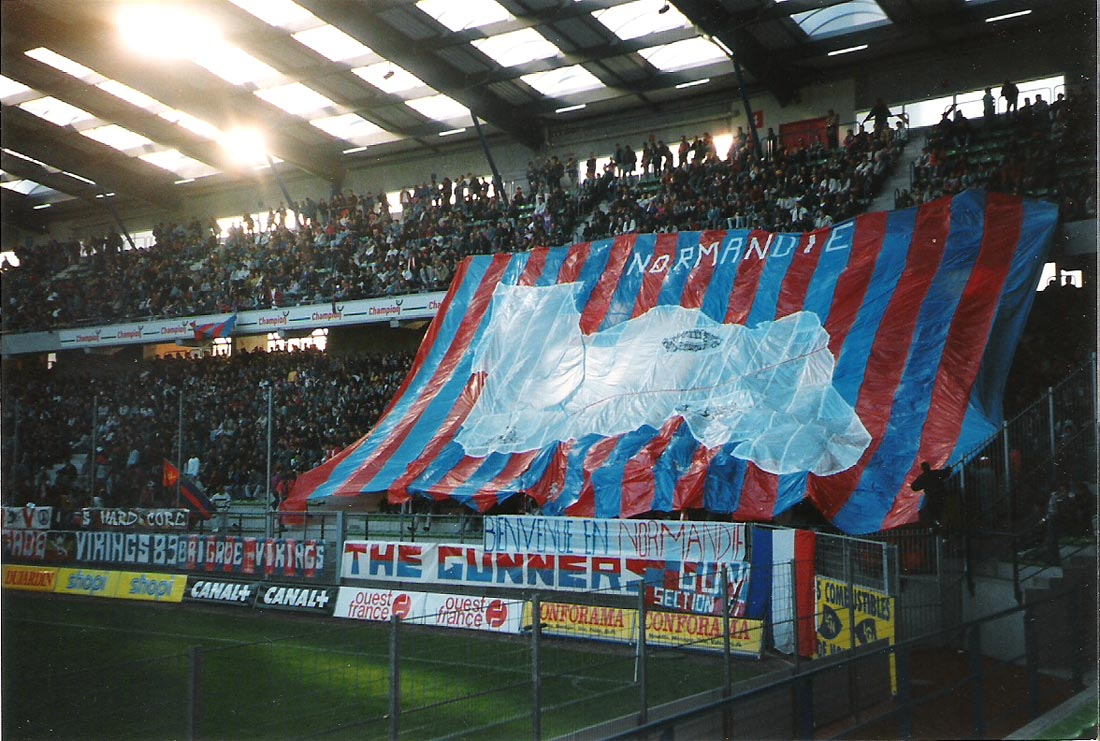
Tifo normand pour Caen Le Havre 1995

Pour la saison 94-95, ils ne restent plus que deux groupes dans la populaire B : les Vikings (environ 150 membres) et les Gunners (38 membres). Les Hund Boys sont en populaire E mais ne regroupent guère plus d'une dizaine de personnes. Au cours de la saison, ils cessent de bâcher pour définitivement disparaître ensuite.
Les Gunners se décident à descendre du haut de la tribune pour se placer en bas, au niveau des rambardes. Les relations entre les deux groupes du kop nord (comme le proclame une écharpe de la Brigade Vikings) ne sont pas au beau fixe : les Gunners reprochent leurs délires « cubains » et rasta aux Vikings. Quant aux Vikings, ils reprochent le côté « gentillet » des Gunners. À l'opposé de la violence prônée par les Hund Boys, les Gunners s'investissent dans le mouvement « Ultras sympas, non à la violence » créé par les Ultras Forgerons du FC Gueugnon. Ce mouvement réunit des « groupes qui veulent que le football reste un sport et une fête ».
Avec le club officiel des supporters, une commission animation est mise en place pour la préparation et la réalisation de tifos en commun entre les trois identités. Mais, rapidement, cette commission montre ses limites, le club voulant plus ou moins tout contrôler. Seules quelques animations seront réalisées entre le club et la Brigade Vikings lors des premiers matchs puis les deux groupes choisissent de faire des animations chacun de leur côté.
Lors du premier match du mois de septembre contre Auxerre, le club met en place une animation dans la tribune nord : 2 000 ballons rouges et bleus sont distribués. La Brigade Vikings y participe mais y apporte sa touche en déployant ses deux voiles et en allumant un pot de fumée. De leur côté, les Gunners préfèrent déployer une vingtaine de drapeaux aux couleurs malherbistes. Malgré l'union sacrée autour de l'équipe, qui a commencé la saison avec cinq défaites d'affilée, l'ambiance n'est pas au rendez vous. D'autant plus que l'équipe auxerroise marque 3 buts dans les 20 premières minutes du match ; les premiers sifflets résonnent dans le stade. Quelques jours après ce match, le président du club Guy Chambily démissionne. Pour le match sans grande importance contre Montpellier, le SM Caen étant bon dernier du championnat, la Brigade Vikings décide de faire une animation basée sur des pots de fumée et autres artifices fumeux. Comme quasiment à chaque match, la voile de la BV est sortie. À cela, plusieurs pots de fumée orange sont allumés simultanément. Juste devant, une banderole « le orange, la couleur qui réveille le nord » est apposée. On voit bien ici le petit clin d'œil aux bombers orange que portent la plupart des membres de la BV. Il en est de même de certains supporters montpelliérains. Il y a aussi une référence à la tribune du stade Michel-d'Ornano, la tribune nord (avant qu'elle ne s'appelle tribune Borrelli au début des années 2000). C'est aussi le premier match où la section « Hardcore », qui ressemble les fans de techno du groupe, pose sa bâche.
Après Montpellier, c'est « l'ennemi » breton qui vient à d'Ornano. Pas de grosse animation du côté de la Brigade Vikings si ce n'est une quinzaine de torches allumées, une des spécialités du groupe. Les Gunners, de leurs côtés, réalisent une animation avec des banderoles avec les prénoms ou surnoms des joueurs de l'équipe. C'est aussi le seul groupe à faire une banderole de soutien à l’entraîneur Pierre Mankowski alors que le club ne quitte pas les dernières places du championnat. Sur le terrain Kennet Andersson se réveille enfin et marque un triplé. Du coup, l'ambiance est pour la première fois euphorique dans la tribune. Le match se termine par le score sans appel de 5 à 1 pour les Caennais. Lors du derby normand qui suit, c'est près d'un millier de caennais qui font le déplacement. Les Gunners et la Brigade Vikings arrivent chacun à faire leur bus. Visiblement, la sécurité havraise n'avait pas prévu autant de caennais, c'est donc pour cela les différents groupes sont dispersés dans deux tribunes. Le parcage principal est occupé par la Brigade Vikings qui a tapissé son espace à l'aide des différentes bâches du groupe. Côté animation, les Gunners ont prévu une animation à base de 500 ballons mais l'inorganisation havraise ne permet pas une réalisation correcte. Chez les Vikings, rien de plus classique : des torches ! Et pas qu'une, au moins une vingtaine ont été craquées dans l'enceinte havraise.
Le dernier match à domicile de l'année 1994 permet aux caennais de recevoir le leader nantais. Les Gunners et la Brigade Vikings préparent séparément une animation pour ce match au sommet. Les premiers ont découpé environ 2 500 feuilles rouge et bleue qu'ils ont disposées en damier dans la tribune. Bien que les Vikings participent à cette animation en levant les feuilles dans leur secteur, ils y apportent leur touche personnelle : torches et chlorate qui enflamment la tribune.
Pour le match retour à Rennes, près de 500 normands sont de la partie. Les Gunners font un bus de 60 personnes et la Brigade Vikings sont près d'une cinquantaine. Plusieurs drapeaux normands ornent la tribune, ce match à rivalité régionale est placé sous le signe de la huitième merveille du monde : le Mont Saint-Michel. Les Gunners ont préparé une animation avec une quinzaine de cartons représentant le mont sur fond rouge et bleu. Le but est de rappeler aux bretons que le Couesnon, dans sa folie, a mis le mont en Normandie. Côté chant, le parcage fit une bonne prestation malgré le score cinglant sur le terrain (5-0).
Les Gunners commencent à faire des animations d'envergure de leurs côtés. C'est le cas contre Saint-Étienne où, s'inspirant de ce qui se faisait dans d'autres clubs, ils réalisent un maillot géant de l'équipe. Celui-ci fait la hauteur de la partie basse de la tribune. Mis en place dans l'après-midi, le maillot est hissé depuis la tribune Seconde par plusieurs ficelles juste avant l'entrée des joueurs. Pour l'avant dernier match à domicile de cette saison noire (le club n'est jamais monté au-dessus de la 17e place), le SM Caen reçoit le voisin havrais pour le derby normand. Côté Caennais, après l'expérience du maillot géant contre Saint-Étienne, les Gunners mettent à contribution leur savoir-faire en réalisant une grande voile de 375 m² représentant la Normandie ; le tout sur fond de bandes rouge et bleue. Une banderole est apposée juste devant le bloc Gunners « Bienvenue en Normandie » en direction des Havrais. De leur côté, les Vikings allument plusieurs pots de fumée orange comme à leur habitude. En face, les Havrais sont environ un tout petit millier. Ils provoquent les Caennais avec une banderole « A Caen la D2 », reprenant une phrase déjà sortie par le journal L'Équipe. Du coup, les Gunners leur sortent une réponse « HAC : adieu l'Europe » car les Havrais venaient de perdre leur dernier espoir d'accrocher une place européenne.
Après six saisons dans l'élite du football français, l'équipe caennaise redescend à l'étage inférieur. Malgré le parcours catastrophique de l'équipe, jamais au-dessus de la 17e place, les deux groupes de supporters sont restés fidèles. Lors du dernier match contre Sochaux, dans une tribune qui sonne un peu creux, les Gunners organisent la dernière animation de la saison : un lancer de plusieurs kilos de confettis à l'entrée des joueurs.

#### Le retour à la D2
Malgré la descente, les supporters caennais restent fidèles à leur équipe, les effectifs ne baissent que légèrement. Une première grosse migration a lieu à Laval à la fin du mois de juillet 95. Pour le premier match à domicile contre Mulhouse, c'est l'engouement : plus de 11 000 spectateurs, ce qui créé des problèmes aux guichets du stade car le club n'avait pas prévu autant de monde. Quelques spectateurs, furieux d'attendre aux guichets alors que le match avait déjà commencé, ont tenté d'entrer dans le stade par la force. Lors de la 8e journée de championnat de deuxième division, le SM Caen reçoit l'Olympique de Marseille. Le club passe sa deuxième saison en division inférieure, bien qu'il fût champion l'année précédente (décision de la ligue après l'affaire VA-OM). Les deux clubs sont les favoris de ce championnat, Caen est déjà en tête du championnat tandis que Marseille peine à la cinquième place. C'est donc un choc qui se déroule en cette fin de mois d'août 1995. Le stade est rempli, près de 20 000 spectateurs. Dans la tribune caennaise, les Vikings ont prévu une toute petite animation, les effectifs n'étant pas au complet : des ballons rouges et bleus sont agités dans la tribune. Quelques fumigènes sont allumés pour égayer le tout. Après le deuxième but caennais, quelques supporteurs marseillais commencent à arracher leurs sièges et à les lancer sur les supporteurs caennais situés à leur gauche. Des fumigènes sont aussi lancés. Les supporters marseillais s'en prennent ensuite à la grille qui les sépare des autres supporteurs et la secouent si fortement qu'elle manque de céder. La police intervient rapidement pour faire cesser ses agissements. Heureusement, aucun blessé n'est à déplorer.
Lors du déplacement à Valence, un membre des Gunners se blesse sérieusement aux aisselles à la fin du match en retirant une banderole. Il est évacué à l'hôpital de Valence. Pour les supporters qui ne font pas les déplacements, le club house est de nouveau ouvert sous la houlette d'Yvette. Pour le match contre Sochaux, ils sont près de 200.
Les Gunners organisent neuf déplacements en championnat lors de cette saison : Mulhouse, Laval, Lorient, Poitiers, Red Star, Valence, Louhans Cuiseaux, Châteauroux, Niort. Allez Malherbe est quant à lui présent à Laval, Poitiers, Red Star, Valence, Epinal, Châteauroux, Alès, Marseille et Niort

## L'unification des groupes de supporters
Le Malherbe Normandy Kop est le principal groupe de supporters du Stade Malherbe Caen. Fondé en mars 1996, il est en 2011 le seul groupe de supporters organisé à d'Ornano. Les seules concurrences qu'ait connu le MNK les années précédentes furent la Brigade Vikings 96 entre 1996 et 1999, le Drakkar Side entre 1998 et 2000 et les Fans Caen, un groupe de supporters issus du MNK souhaitant leur indépendance, fondé en 2007 et disparu en 2009.
Le MNK adopte une attitude proche du mouvement ultra sans pour autant se définir comme tel. Ils se disent supporters avant tout. Ils se rapprochent d'une mentalité anglaise en ce qui concerne l'ambiance en tribune ; animer la tribune et proposer les déplacements restent le principal objectif de cette association de supporters.

### Historique

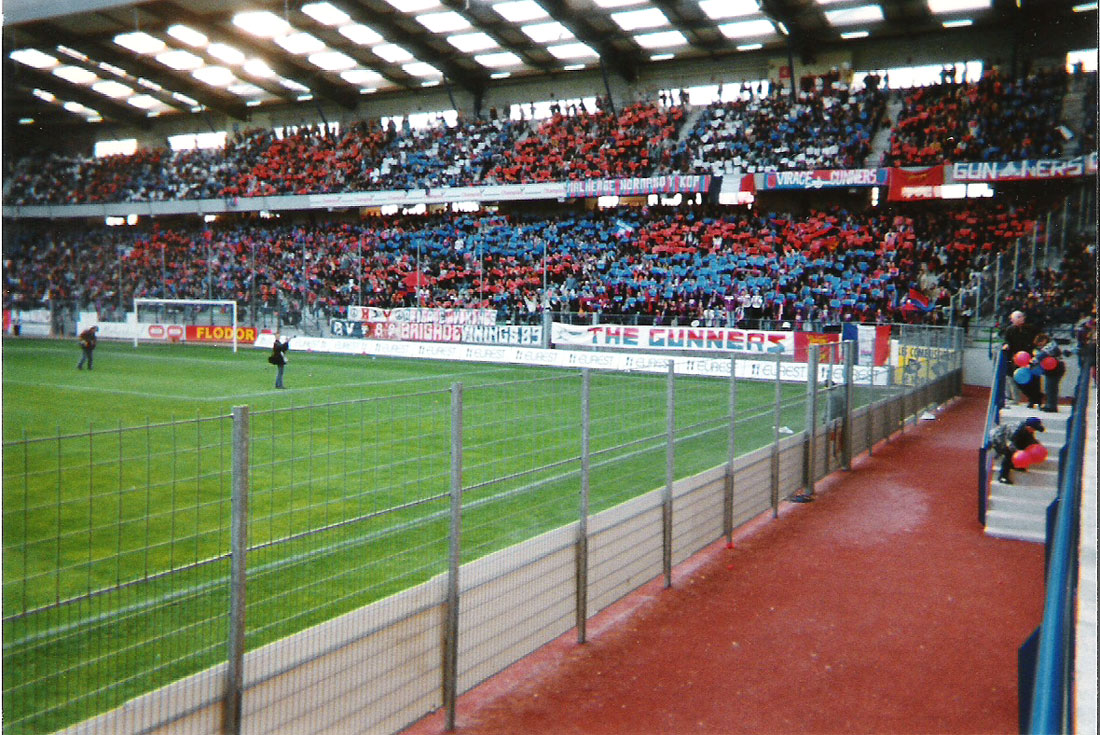
kop lors du titre en 1996

Malgré l'échec d'une première union des groupes de supporters du SM Caen, le président Serge Viard garde en tête cette idée. Avec la descente en D2, les effectifs des groupes baissent légèrement. Serge Viard profite d'un rapport de la commission mixte de sécurité de la ligue nationale de football, lui-même inspiré d'une recommandation du ministère de la jeunesse et des sports qui préconise la reconnaissance d'une seule association de supporters par club. Il rassemble les trois entités, Allez Malherbe, Brigade vikings et Gunners autour d'une table. Après plusieurs réunions, le projet prend forme le 18 mars 1996 et les trois groupes sont 'fusionnés' dans le Malherbe Normandy Kop. Le « y » de Normandy symbolise l'attirance du groupe pour la « mentalité anglaise ». Le terme kop ne faisait pas l'unanimité au départ dans le choix du nom, les membres d'Allez Malherbe l'associant au hooliganisme. Le premier président est le speaker du stade Dominique Mlynarsky. Au sein de cette nouvelle identité, six commissions sont mises en place : commercial, sécurité, relations publiques, finances, déplacement et animation. Ces commissions sont coiffées par un bureau composé de huit personnes. Le club aide ce nouveau groupe dès le début en donnant 20 000 francs qui sont utilisés pour l'organisation du premier déplacement.

#### Les premières actions
Le premier déplacement organisé par la nouvelle entité a lieu au Mans le 30 mars 1996 avec huit bus en direction de la Sarthe soit 420 personnes. Il y aurait pu avoir plus de monde car le groupe compte déjà plus de 500 membres mais le quota fixé par le club sarthois était très bas. Un seul incident à signaler lors de ce déplacement inaugural, un caennais saccage les sièges du secteur réservé aux visiteurs. Les responsables du groupe décident sur le champ de lui retirer sa carte de membre.
Le président Serge Viard étant très malade, il annonce le 3 avril qu'il va quitter la présidence du club à l'issue de la saison. Dans les coulisses, deux clans s'affrontent pour prendre sa succession. Le MNK est obligé de prendre position et « ainsi à l'unanimité de ses huit membres, le comité directeur du nouveau club des supporters (« Malherbe Normandy Kop ») a pris fait et cause pour Jean-François Fortin ». Le groupe exprime aussi son soutien à Jean-François Fortin dans le stade lors du match contre le Red Star le 13 avril 1996 : deux banderoles sont affichées dans les gradins « l'intérêt du club, c'est JF Fortin et S. Viard » et « l'avenir du club c'est JF Fortin ». C'est finalement Michel Ade le concurrent de JF Fortin qui élu à la présidence du club. La remontée en première division est acquise après une victoire contre Dunkerque. Près de 200 supporters sont présents à l'aéroport de Caen - Carpiquet pour fêter la victoire.
À domicile, la Brigade Vikings et les Gunners gardent leurs bâches respectives et leurs emplacements ; seule une bâche « Malherbe Normandy Kop » est posée en tribune seconde juste au-dessus des Gunners. La première grosse animation dans le stade a lieu lors du match pour le titre contre Toulouse le 21 mai 1995. Des feuilles rouges et bleues sont disposées en populaire B pour former des damiers rouges et bleus. Au-dessus, en seconde, les lettres SMC sont inscrites en blanc sur fond rouge et bleu grâce à des feuilles. En tribune première, un drapeau français ainsi qu'une grande banderole « champion » sont déployés. À la fin du match, la pelouse du stade Michel-d'Ornano est envahie pour la seule et unique fois de son histoire. La fête du titre se prolonge sur la place du théâtre en présence de 2 à 3 000 supporters.

#### La première saison en première division
Le club, champion de Division 2 en 1996, retrouve l'élite, ce qui constitue une chance pour le groupe, qui peut se développer en conséquence. Le premier match se déroule contre Lens dans un stade comble (19 370 spectateurs). Le match suivant se déroule contre le PSG. Mais, à cause des travaux du parc des Princes en vue de la coupe du monde 98, le secteur visiteur est fermé. Le premier déplacement a donc lieu au Havre qui est d'ailleurs un grand moment dans les débuts du MNK, du fait de l'engouement particulier au derby. Dix bus prennent la direction du Havre et ses occupants sont tous munis d'un tee shirt rouge aux couleurs du groupe offert à tous les participants. Près de 2 000 caennais sont présents pour ce match. Le match dans les tribunes est à l'image du score (1-1). Les supporters havrais se font remarquer en insultant les caennais de « paysans ». À domicile, le groupe organise une animation lors de la réception de Rennes avec des bandes rouges et bleues de chaque côté de la tribune et au centre des drapeaux aux couleurs malherbistes.
L'équipe caennaise n'arrive pas à gagner et le public lui signifie. Lors de la réception de Nice à la fin du mois de septembre, l'équipe est sifflée et des premières demandes de démission de l'entraîneur Guy David sont lancées depuis la tribune du MNK. Mais la victoire à [Olympique de Marseille|Marseille puis à domicile contre Strasbourg permettent aux supporters et aux joueurs de se réconcilier. Des incidents éclatent dans les tribunes du stade Michel-d'Ornano lors de la réception de Guingamp. Après un but litigieux et un arbitrage défavorable aux caennais, des spectateurs lancent des papiers sur le terrain. Des insultes sont aussi scandées à l'encontre de Noël Le Graët, le président de Guingamp mais aussi président de la ligue. À la fin du match, plusieurs supporters se massent à la sortie pour insulter l'arbitre. Ce dernier est évacué par la police par une sortie dérobée. Le club écope pour ces incidents de 5 000 francs d'amende avec sursis. Les joueurs et les supporters font de nouveau corps lors du derby le 14 décembre. Les joueurs gagnent largement 4-0 et le public leur rend bien en les encourageant malgré la présence de près de 1 000 supporters havrais. Lors du match de coupe de la ligue contre le FC Metz, le MNK fait le tour du terrain avant le match avec une grande banderole « la coupe de la Ligue c'est ma fête ! ». 600 drapeaux rouges et bleus sont aussi distribués dans la tribune afin d'être agité à l'entrée des joueurs. Autre « derby », le match à Rennes permet au MNK de déplacer 200 supporters. Alors que le maintien n'est toujours pas assuré, le MNK organise un tifo en réutilisant les feuilles rouges et bleues commandées pour l'inauguration du stade. Les supporters continuent de croire au maintien et le MNK peut encore réaliser un bus pour le déplacement à Guingamp le 6 avril 1997. Lors du match suivant contre Nancy, le public prend en grippe l'attaquant Anthony Bancarel qui réalise une piètre performance. L'entraîneur le fait sortir et l'ensemble du public le siffle. Celui-ci répond par un bras d'honneur.
Malheureusement pour le groupe, toute la saison, le club oscille entre la vingtième et la dix-septième place. Qui plus est, le passage de la division 1 de 18 à 20 clubs, entraine la relégation du club malgré sa dix-septième place. Cette marque aussi l'arrivée des stadiers au stade Michel-d'Ornano.

### La traversée du désert 1997-2001

#### La descente en deuxième division
Après sa première année d'existence, le MNK se retrouve à supporter son club en deuxième division. Les effectifs sont moindres et la motivation n'est pas forcément au rendez vous[réf. souhaitée]. Le groupe est aussi en proie à des problèmes internes : les membres de la Brigade Vikings s'investissent de moins en moins dans le groupe et ce sont les Gunners qui sont les plus actifs. Les anciens d'Allez Malherbe ne s'investissent plus et s'occupent désormais de la boutique des supporters. Quelques Vikings décident de continuer l'aventure du groupe pionnier en quittant la populaire B et en investissant la populaire E sous le nom de Brigade Vikings 96. Il ne reste finalement plus que les Gunners pour faire vivre le groupe et c'est naturellement que l'un des leurs accède à la présidence du groupe après que Dominique Mlynarski a cédé sa place en octobre 1997[source insuffisante]. Le groupe sort son premier fanzine « Virage Gunners » en septembre 1997[source insuffisante].
Pour le premier match de la saison à domicile, le club reçoit Amiens. Le MNK sort deux voiles en guise d'animation. Il y a près d'une centaine de personnes à chanter. Mais le score défavorable asphyxie l'ambiance. Le match suivant contre Nancy, il n'y a plus que quarante personnes derrière la bâche, la faute aux mauvais résultats. Cette mauvaise passe se ressent aussi au niveau des affluences, il y a par exemple seulement 6 492 spectateurs pour la réception de Wasquehal. Le groupe veut organiser un lâcher de confettis mais les joueurs rentrent avant l'heure prévue, ce qui gâche l'animation[source insuffisante]. Le match contre FC Sochaux permet l'organisation du premier tifo d'envergure de la saison avec 5 000 feuilles rouges et bleues disposées sur la populaire et la seconde. Le résultat est satisfaisant d'autant plus que l'équipe gagne. Le match suivant a lieu à Laval et le groupe organise un bus pour ce déplacement. Près de 150 supporteurs caennais sont présents finalement[source insuffisante]. Contre Niort, le groupe sort une trentaine de drapeaux pour saluer l'entrée des joueurs[source insuffisante]. Le club enchaîne les mauvais résultats et l'entraîneur Gabriel Calderon est limogé le 6 novembre. Le MNK n'accepte pas cette décision et lors du déplacement à Lorient, il scande le nom de l'entraîneur déchu lors de l'échauffement[source insuffisante]. Le groupe fait ensuite signer une pétition pour sa réintégration le jour de la réception de Valence le 14 novembre. Le président Jean Pingeon réagit vigoureusement contre le tract distribué par le MNK car celui-ci met en cause des membres de la direction dont l'un qui est le fournisseur équipement du club[source insuffisante]. D'autres animations sont organisées durant la saison : un drakkar flottant sur la tribune entre des bandes rouges et bleues vers une tour de Caen contre Beauvais, grands drapeaux contre Nîmes.
Le groupe obtient lors de la saison un local dans la tribune qui lui permet de tenir une table de vente pour ses gadgets[source insuffisante]. En dehors du stade, le groupe organise une « soirée dédicaces » en présence des joueurs le 21 octobre au club-house.
Vu l'affluence générale (moins de 10 000 spectateurs), le groupe ne regroupe derrière sa bâche que 30 à 40 personnes. Il n'y a guère que l'aventure en coupe de France qui ramène du monde à d'Ornano. Lors du quart de finale contre Lens, le groupe peut compter sur plusieurs centaines de personnes dans un stade comble. Le club termine neuvième du championnat et reste en deuxième division.

#### La première scission
En ce début de saison 97-98, les effectifs du MNK sont faibles, ne reflétant pas la fusion des 3 groupes en 1996. Une poignée de Vikings a déjà quitté le groupe pour s'installer dans la tribune populaire opposée afin de garder leur indépendance. Au sein des Gunners et plus précisément de la section Manche, l'indépendance vis-à-vis du club est primordiale[source insuffisante], le fait d'être à la fois club officiel des supporters tout en se réclamant ultra est contradictoire. C'est ce qui amène la majeure partie de la section Manche des Gunners à faire scission et créer le Drakkar Side en début de saison en populaire B. La cohabitation entre les deux groupes au sein de la même tribune devient vite compliquée et lors de la réception de Guingamp, le Drakkar Side change de tribune pour aller en populaire E où il retrouve la Brigade Vikings 96.
Malgré ces départs, le MNK continue d'encourager le SM Caen comme il sait le faire. Mais les effectifs réduits ne lui permet pas de faire d'animation d'envergure. On peut quand même noter contre Troyes un cœur blanc sur fond rouge et bleu à l'aide de feuilles sur l'ensemble de la tribune et des maillots des joueurs en tribune seconde. Le groupe créé son propre fanzine, l'écho du virage.
La saison se termine par une cinquième place en championnat mais elle est entachée par le décès de Luc Borrelli le 3 février 1999. Bien que parti à Lyon, le joueur était toujours très apprécié à Caen.

#### Un timide renouveau 1999-2000

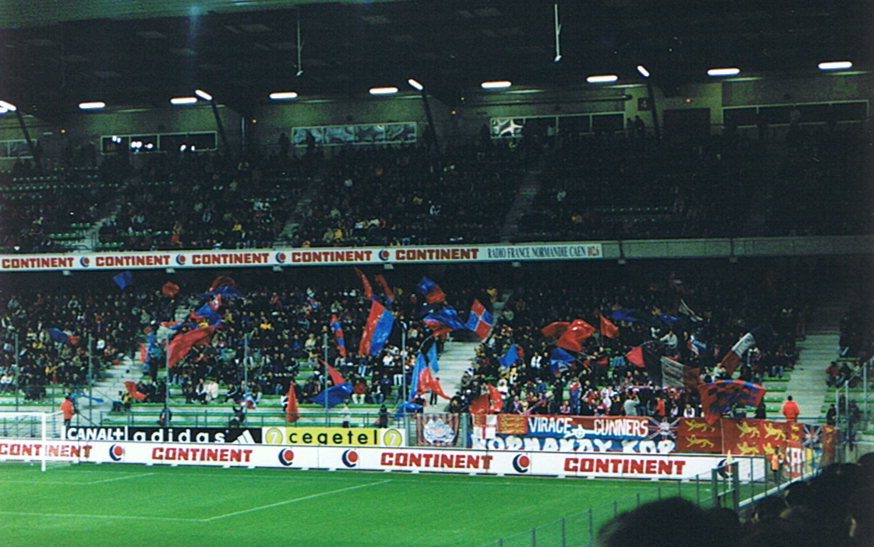
Caen - Ajaccio 99/00

Avec la cinquième place acquise par le club lors de la précédente saison, les spectateurs reviennent au stade d'Ornano. Le MNK profite de cette embellie et les effectifs augmentent. Il y a en moyenne une cinquantaine de personnes derrière la bâche. Le premier match à domicile contre Wasquehal au Stade de Venoix permet aux plus anciens membres du MNK de revivre leurs jeunes années ; pour les plus jeunes, c'est l'occasion de découvrir le stade de leurs ainés. Le groupe continue les déplacements dont certains en masse comme à Amiens, Laval ou au Mans. Les résultats du club permettent aux supporters une possible remontée en D1. Mais l'équipe s'effondre lors des dernières journées en terminant 6e. Le groupe a compté 292 membres cartés[source insuffisante].
Le Drakkar Side anime désormais tout seul la populaire E après la fin de la Brigade Vikings 96. Il organise à plusieurs reprises des tifos dans cette tribune dont un en honneur du groupe pour le dernier match de la saison contre Toulouse. Ce groupe est aussi présent à l'extérieur aux côtés du MNK à Lorient, Amiens et en coupe de France face à Vire.

### La renaissance de la tribune 2001 - 2004

#### L'arrivée du BOB 14 et le développement de la culture ultra
La saison 2000-2001 débute par un incident entre les deux groupes de supporters. Lors du déplacement à Laval, des fumigènes sont allumés dans la tribune réservée aux supporters caennais. 3 membres du Drakkar Side sont interpellés à l'issue de la rencontre par la police. Ils apprennent rapidement qu'ils ont été dénoncés par des membres ou des sympathisants du Malherbe Normandy Kop. Après cet incident, le Drakkar Side se met en sommeil puis disparaît définitivement. Le Malherbe Normandy Kop se retrouve donc le seul groupe de supporters à Caen.

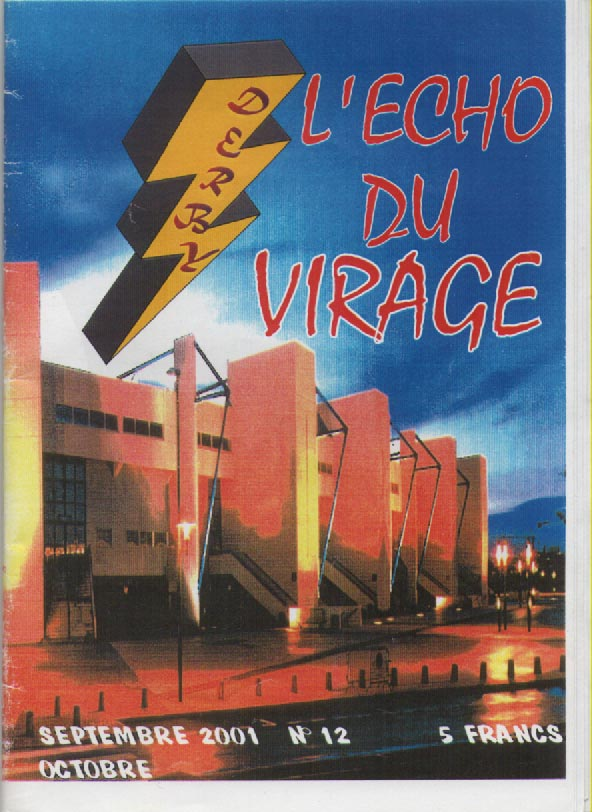
couverture écho du virage no 12

Du côté du MNK, une nouvelle génération arrive dans la tribune. Le 27 octobre 2000 est créée la Brigade Olivier Bogaczyk 14. Il s'agit pour ses créateurs de soutenir l'attaquant de Caen Olivier Bogaczyk qui porte le numéro 14. Rapidement, plusieurs personnes, souvent jeunes, rejoignent ce qui devient une section non officielle du MNK et qui occupent les derniers rangs du groupe. Cet enthousiasme leur permet de prendre petit à petit part au fonctionnement du groupe. Bien qu'il y ait moins de membres que l'année précédente (248 contre 292), l'activité du groupe est intense. En ce qui concerne les déplacements, il s'agit de la meilleure saison avec 17 effectués (13 en championnat, 3 en coupe de France, 1 en coupe de la ligue) soit une estimation de 1 000 personnes déplacées sur l'ensemble de la saison. En matière d'animation, le groupe en réalise trois principales : contre le Havre avec un blason normand géant entouré de feuilles bleues ; contre Le Mans avec des bandes rouges et bleues sur la hauteur de la tribune avec l'inscription en blanc « Malherbe » et contre Laval avec deux maillots géants du club. Le fanzine l'écho du virage change de format pour passer au A5, 4 numéros ont vu le jour durant la saison. Le seul point noir en ce qui concerne le groupe est les relations qui se sont détériorées avec les dirigeants à cause d'une minorité de membres,.
Avec l'expérience acquise par le groupe lors de la saison précédente, le MNK entame celle de 2001-2002 sur des nouvelles bases. Le BOB 14 est désormais pleinement intégré au groupe malgré le fait qu'Olivier Bogaczyk, la raison officielle de l'existence du regroupement, ne fait plus partie de l'effectif caennais. Durant l'intersaison, le BOB14 propose aux responsables du groupe la réalisation d'un tifo géant sur l'ensemble de la tribune à la faveur de la réception du Havre prévue au mois de septembre 2001. Le BOB 14 commence sa réalisation durant l'été dans le jardin de l'un des membres puis le travail se prolonge dans des locaux prêtés par la mairie. Le jour du match, c'est dès 9h30 du matin que les 29 bandes de 2 mètres de large sont disposées dans la tribune, elles représentent les lettres S.M.C. entourées d'une représentation de la Tour de Caen et de la croix de saint Olaf. À l'étage du dessus, une voile est déployée représentant le logo du club avec deux léopards. L'animation est sous-titrée par une phrase en direction des supporters havrais : Havrais, ça c'est un tifo faisant allusion au tifo raté des Barbarians l'année précédente. Cette animation ne passe pas inaperçue et le MNK est félicité pour son travail par les supporters caennais mais aussi d'autres supporters français (tifo du mois sur D2ultras.fr.st).
Mais cette montée en puissance d'une nouvelle génération ne se fait pas sans heurts au sein du groupe. Les plus anciens, surnommés les gourous par le BOB14, sont un peu bousculés par ces jeunes bien remuants qui jouent sur la provocation. Dans un article c'est quoi l'avenir paru dans l'écho du virage numéro 13, les plus anciens du groupe se posent des questions sur l'intégration de ces petits nouveaux et sur l'avenir plus global du groupe. Après discussions, les problèmes sont résolus : l'identité Gunners du groupe est mise en veille. Cette saison est aussi le retour des engins pyrotechniques au sein de la tribune : feu de Bengale, fumigène et autres chlorates. Lors du dernier match contre Grenoble, le MNK décide de changer d'emplacement pour se placer au milieu de la tribune. L'idée n'est pas nouvelle mais elle n'avait jamais été mise en application. Ce recentrage a pour but de mieux gérer vocalement la tribune.

#### Un nouveau positionnement en tribune
Pour la saison 2002-2003, après l'expérience en fin de saison précédente, le MNK décide de se maintenir au milieu de la tribune. Cette position ne fait pas forcément l'unanimité au sein du groupe. De plus, ce changement n’entraîne pas l'arrivée de nouveaux supporters (en moyenne une centaine de personnes derrière la bâche). Au contraire, certains spectateurs se déplacent de la zone pour ne pas être gêné par l'agitation des drapeaux et l'utilisation des engins pyrotechniques. Concernant l'animation vocale de la tribune, un membre du BOB 14 prête main-forte aux deux autres capos qui sont des anciens Gunners. Le summum, en ce qui concerne cette saison, pour l'ambiance reste la réception d'Auxerre pour le compte des 32e de finale de la coupe de France. Près de 400 personnes chantent dans la tribune. Ce match est aussi le premier de la toute nouvelle section Orne qui regroupe les membres du groupe résidant dans ce département. Pour les animations visuelles, le groupe en a réalisé une différente pour chaque match, en alternant petite animation classique (drapeaux, étendards) et grosse animation. Dans cette dernière catégorie, celui contre Laval est fait à partir de la récupération de celle contre Le Havre de la saison précédente, idem pour l'animation contre Le Mans (la voile du tifo contre Le Havre, ajoutés à 23 étendards lettres formant la phrase « Malherbe en route pour la D1 ») avec toutefois une inversion de lettres, ou encore un tifo Bart Simpson contre Saint Etienne.
Le groupe considère que le premier grand chelem au niveau déplacement a été réalisé, puisque seul celui à Grenoble n'a pas été effectué en raison d'un huis clos lors de la première journée. 8 déplacements l'ont été en bus (Toulouse, Lorient, Saint Etienne, Reims, Amiens, Le Mans, Beauvais), le reste en J9 ou en voiture. Les animations à l'extérieur sont assez basiques : torches, étendards, drapeaux. On peut noter la sortie d'une phrase lors du match à Laval contre les joueurs : « On est venu pour gagner, et vous ? » et une sortie mouvementée des joueurs au moment de regagner leur bus. En effet, les relations entre le groupe et les joueurs se sont dégradées durant la saison : peu de joueurs viennent saluer les supporters à la fin des matchs surtout en déplacement. Lors du match à domicile contre Beauvais, le groupe décide de faire grève durant un quart d'heure et d'annuler l'animation prévue. À cela s'ajoute une descente au classement pour le club qui ne joue plus les premiers rôles. Lors du match contre Toulouse, le groupe fait grève durant toute la rencontre et ne pose pas sa bâche. Une phrase est posée devant la tribune « vous n'êtes pas là, nous non plus ». Les relations avec le club ne sont pas plus bonnes. Dès le quatrième match à domicile contre Laval, des incidents éclatent en tribune avec les stadiers à cause de l'allumage de trois fumigènes. Le club avait d'abord autorisé ce craquage mais l'a retiré au dernier moment. Le groupe a passé outre la décision du club. Mais les stadiers sont intervenus de façon violente ; le club a dû prendre des mesures contre eux. Cela n'a pas calmé l'ardeur des stadiers qui menacent à plusieurs reprises les membres du groupe. Du coup, celui-ci proteste par le biais de banderoles mais celles-ci sont arrachées par les stadiers. Le groupe reproche aussi au club la gestion des places pour le match de coupe de France contre Auxerre, plusieurs abonnés de la tribune n'ayant pas eu de places. Ce match reste marqué par un incident, le jet d'une bouteille sur l'arbitre de touche à partir de la Tribune Présidentielle, ce qui coûte au club un match de suspension. Le match contre Lorient se déroule donc à Amiens au stade de la Licorne le 8 mars 2003. Le MNK se moque de la situation en sortant une phrase « pour un coup offert, une stade suspendu! Va comprendre... » accompagnée d'une réplique d'une bouteille de Cristaline puis d'une autre « LFP, j'te pisse à la raie ».
Au compte des déceptions, on peut noter la parution d'un seul numéro du fanzine en octobre 2002 et un moindre nombre de cartés (112).
Preuve du développement et de la reconnaissance du groupe auprès des supporters français, il participe au collectif « union contre la répression » et pose une phrase « union contre la répression » lors du déplacement à Gueugnon.

#### L'avènement du kop

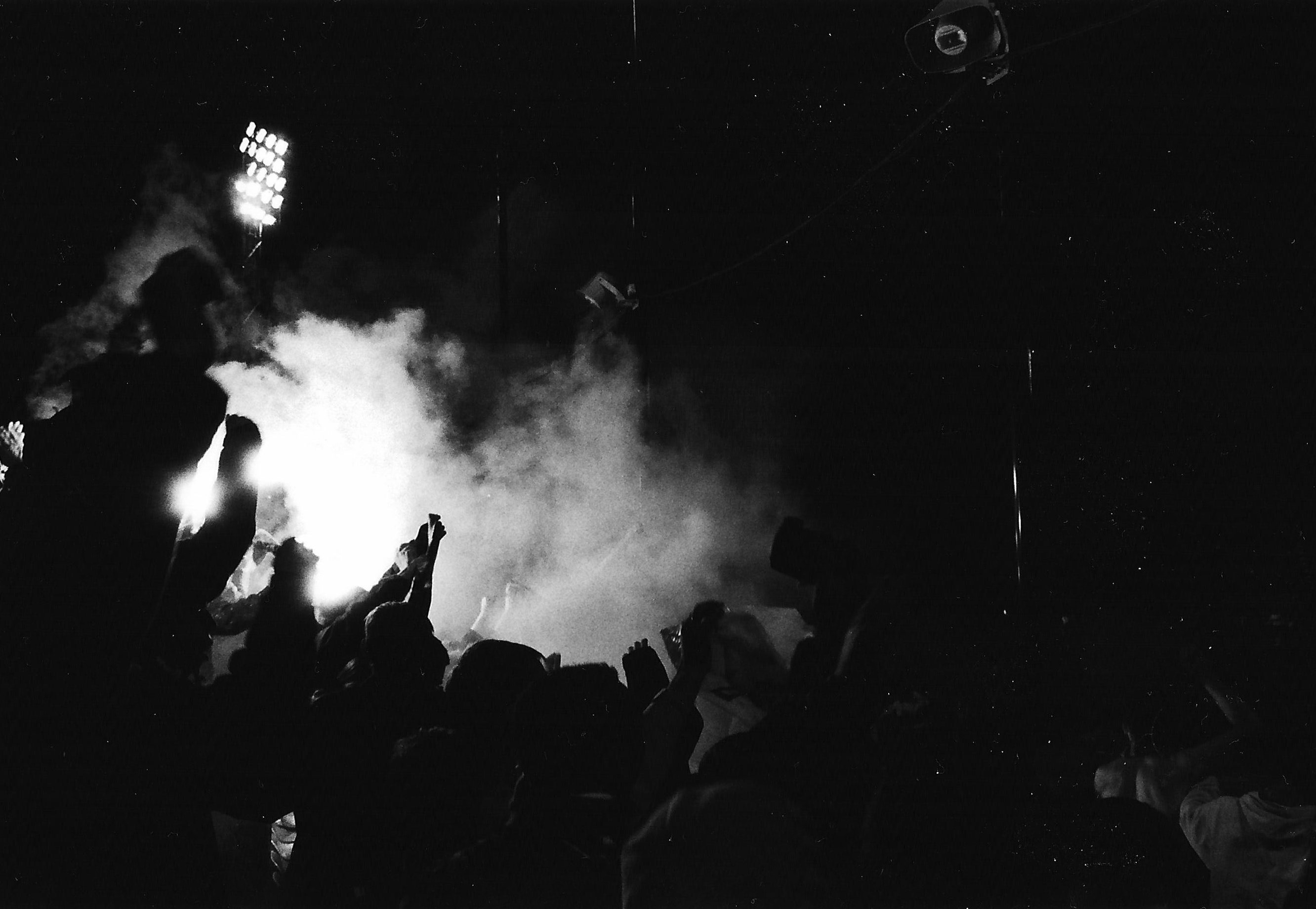
Supporters dans le stade, FC Rouen-SM Caen en 2004.

La saison 2003-2004 du club est synonyme d'anniversaire. En effet, le SM Caen fête ses 90 ans. Pour l'occasion, le MNK réalise un énorme travail pour un tifo d'envergure lors de la réception de Saint Etienne le 27 septembre 2003. Il représente cinq maillots du club en voile sur l'ensemble de leur tribune, et quatre des principaux logos sur la tribune supérieure. Cette fête est marquée également par le changement de nom de la tribune populaire B, qui devient la tribune Luc-Borrelli en hommage à l'illustre gardien de but passé par Caen, décédé le 3 février 1999. Un portrait géant du joueur est déployé et une rangée de fumigènes est allumée sur la longueur de la tribune durant l'hommage rendu au joueur en fin de match. Les relations entre le groupe et le club se réchauffent après une saison difficile. Le président Jean-François Fortin reçoit une délégation du groupe deux jours avant le premier match à domicile le jeudi 7 août 2003. Les problèmes sont mis à plat et le président souhaite rencontrer plus souvent le groupe. De son côté, le groupe apprécie la démarche de Fortin mais continue d'affirmer son indépendance vis-à-vis du club. L'objectif des deux parties est commun : la remontée en D1. Le groupe le fait savoir aux joueurs lors du match contre Grenoble avec une banderole déployée : « pour monter, c'est mieux de gagner ».
Contre Gueugnon, le groupe sort pour la première fois une phrase « Non au match le lundi » car la Ligue prévoit de faire jouer les matchs de ligue 2 le lundi en deuxième partie de championnat. La phrase est ensuite systématiquement accrochée à domicile et à l'extérieur. Le groupe, comme d'autres de ligue 2, va contester toute la saison les décisions de la Ligue et son diffuseur Eurosport : contre Amiens, le groupe sort deux phrases : « Eurosport : tout pour les euros ! Quoi pour le sport ? » puis « LFP : la dérive du business vers le naufrage du football ». Contre Rouen, le groupe fait une grève de 20 minutes en accord avec les supporters rouennais. La bâche du groupe est recouverte par une phrase « union des ultras pour un football populaire ». Lors de la première retransmission un lundi sur Eurosport contre Niort, le groupe refuse de bâcher et met uniquement la phrase « non au match le lundi » au grillage. Un tract est distribué aux supporters de la tribune expliquant le motif de la grève du groupe : « Ce soir, pour la première fois de la saison, le Malherbe Normandy Kop ne sera pas de la partie. Ce boycott du groupe vise à mettre en évidence les effets néfastes des matchs le lundi. En effet, nous estimons que ce jour empêche les fidèles de suivre leur équipe pleinement (à domicile comme à l'extérieur), et c'est ce que nous démontrerons ce soir. ». À la fin du match, quelques membres du groupe bloquent un camion de retransmission mais l'arrivée des policiers les empêche de tenir plus longtemps symboliquement. À Saint-Étienne, le groupe déploie une phrase « LFP-Eurosport, arrêtez de nous casser les couilles pour dorer les vôtres ».
Le groupe réalise lors de cette saison, et pour la première fois réellement de son histoire, le grand chelem lors des déplacements (y compris les matchs amicaux). Cette même saison, lors des 32e de finale de Coupe de France contre le voisin havrais, l'ensemble de la tribune se lève en deuxième mi-temps pour chanter comme un seul homme, alors que le score est toujours vierge, ce qui constitue une première pour le MNK. Fort de cette expérience, ce match devient une référence, et marque en quelque sorte le début d'une nouvelle époque.
La saison se termine en apothéose le 12 mai 2004 lors du déplacement à Rouen. 8 bus partent de Caen, malgré un match le mercredi, pour la capitale haut-normande et c'est près de 700 caennais dans le parcage qui fête la victoire synonyme de remontée en D1 après 7 années de disette.

### La remontée en D1 et les 10 ans du groupe 2004 - 2006

#### L'épopée de la coupe de la ligue

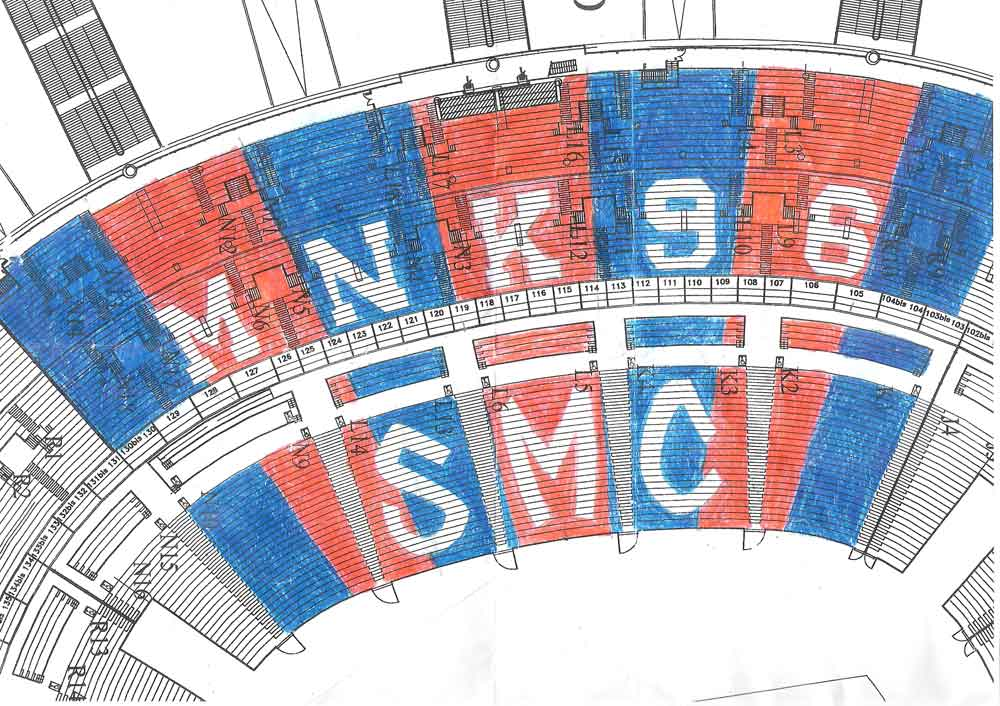
plan du tifo du stade de France

La saison 2004-2005 est dans le prolongement de la précédente ; plusieurs centaines de personnes ont désormais l'habitude d'être debout au centre de la tribune et de chanter avec le groupe. Le nombre d'adhérents augmente pour atteindre les 360. Le premier match se déroule à domicile contre Istres devant 16 450 spectateurs et aucune animation particulière pour le groupe pour fêter ce retour en D1. Le match suivant, ce sont 6 bus qui prennent la direction de la capitale. Le premier gros match à domicile se joue contre Monaco, récent finaliste de la ligue des champions dans un stade comble (20 651 spectateurs). Le groupe organise une animation simple : une voile bleue et rouge horizontalement avec écrit dessus « CAEN » et autour des feuilles bleues et rouges. Il n'y a cependant pas de supporters monégasques en face. Il faut attendre la réception de Lens pour voir débouler des supporters adverses. 7 à 800 supporters lensois sont présents et le groupe peut se mesurer vocalement et arrive à assurer face un gros parcage. Le déplacement à Auxerre est l'occasion d'un petit incident à cause de l'allumage de plusieurs fumigènes dans la tribune. Le club en veut au groupe et particulièrement au BOB 14. Il décide provisoirement de ne plus laisser le groupe accéder au stade en dehors des jours de match. En réaction, le groupe sort une phrase lors du déplacement à Ajaccio : « BOB 14 indésirable mais toujours présent ». Mais une réunion entre le groupe et le club permet de résoudre le problème et le groupe récupère donc l'accès au stade dès le match suivant pour préparer l'animation contre Bordeaux. Celle-ci consiste en une croix formée de bande sur un fond de feuilles rouges et bleues alternées. Le nombre de personnes debout pour ce match augmente afin de soutenir vocalement les joueurs. Après un premier gros déplacement à Paris, le groupe réussit à faire neuf bus pour le déplacement à Rennes pour un total de 1 500 Caennais en parcage. Une animation est réalisée à base d'étendards, de drapeaux normands afin d'affirmer la fierté normande face aux supporters bretons. Selon le groupe, c'est la meilleure prestation vocale en déplacement pour cette saison. Le club, qui tournait aux alentours de la dixième place, commence à enchainer les défaites et donc à descendre au classement et cela se ressent en tribune. Pour l'affiche face à Marseille début décembre 2004, le groupe organise un tifo PQ. L'ambiance est bonne mais les erreurs d'arbitrage et le score en défaveur des Caennais refroidissent rapidement le kop. Le club continue sa descente aux enfers et les joueurs ont l'air de ne plus se battre sur le terrain. Ceci est visible lors du match à Saint Etienne où l'équipe perd 4-0 à la mi-temps. Durant la deuxième mi-temps, le MNK, qui a acheminé deux bus, continue de chanter mais fait de l'autodérision sur ses propres joueurs. Après la défaite 5-0, une douzaine de membres du groupe salue la prestation de l'équipe en montrant leurs postérieurs. Les joueurs du SMC font la même prestation quelques semaines après à Monaco en perdant 5-2 devant un bus du groupe venu de Caen. Entre-temps, le groupe rend hommage à l'un de ses membres décédé lors du jour de l'an lors du match à domicile contre le PSG avec une phrase « Guillaume, ta voix résonnera toujours parmi nous ».
À l'opposé du parcours du club en championnat, la coupe de la ligue réussit aux Caennais. Le 2 février 2005, Caen joue la demi-finale de la compétition face à l'AS Monaco dans un stade bien rempli (18 697 spectateurs) et un kop « bien décidé à mettre le feu ». Un tifo est réalisé avec des bandes rouges et bleues agrémenté de fumigènes. L'ambiance dans la tribune comme dans le stade est énorme et le groupe estime avoir réalisé la plus grosse ambiance de son histoire. Après une victoire (3-1), le Stade Malherbe se hisse jusqu'en finale de la Coupe de la Ligue en 2005, où il est opposé au RC Strasbourg. C'est le premier match du club au stade de France. Ce 30 avril 2005, dès 6h du matin, les premiers membres du groupe prennent la direction de la capitale pour préparer le tifo géant. À partir de 10 h, ils disposent 20 000 feuilles rouges, bleues et blanches destinées à former les inscriptions « MNK 96 » au deuxième étage et « SMC » sur le premier. C'est près de 25 000 Caennais qui participent à ce spectacle qui a été auto-financé par le groupe à hauteur de 4 500 euros. Si le tifo est assez réussi et à la hauteur des espérances malgré le retard d'un des trains en provenance de Caen et une fouille trop stricte qui effacent en grande partie une des lettres, l'ambiance est jugée un peu plus décevante, d'autant que le club perd le match (2-1).
Après cette défaite, le club doit se maintenir puisqu'il occupe la 19e place du championnat. Il pense se relancer en allant gagner à Marseille sous les yeux de 200 caennais. Et c'est effectivement ce qu'il se passe avec un but dans les arrêts de jeux et une explosion de joie dans le parcage. L'espoir demeure et le groupe veut contribuer au maintien en encourageant les joueurs. Lors de la réception de Saint Etienne le 14 mai, le groupe réalise une animation feuille avec l'inscription « CAEN » en feuille blanche sur fond rouge et bleu. Le groupe réalise une grosse prestation vocale, la deuxième mi-temps est « l'une des meilleures de la saison ». Caen gagne 2-0 et maintient l'espoir. Il reste deux matchs à l'extérieur pour se maintenir en première division. À Toulouse, c'est un bus MNK qui descend. Avec les voitures individuels et les supporters expatriés, cela forme une tribune de 250 caennais environ. Toulouse mène rapidement 2-0 mais cela n'empêche pas le groupe de chanter. Puis Caen marque deux buts puis un troisième. C'est l'euphorie dans la tribune. Le maintien est possible grâce à cette victoire, il ne reste plus qu'un match à Istres. Malgré la distance, le MNK arrive à organiser deux bus pour ce long déplacement. Le parcage est rempli d'environ 300 supporters caennais. Le match se termine par une défaite 3-2 replongeant le club en deuxième division. Les supporters sont abattus, certains pleurent.

#### Les 10 ans du groupe
Malgré la descente en ligue 2, les effectifs du kop ne diminuent pas même si les effectifs du groupe baissent (250 membres contre 360 l'année précédente) ; bien au contraire, il y a toujours autant de monde dans la tribune Borrelli et la ferveur est la même qu'en première division. Mais des soucis apparaissent avec la direction du club, et surtout la communication. Lors du premier match de la saison à Créteil, le groupe utilise des fumigènes sans en référer au club. Celui-ci réagit en sanctionnant le groupe en l'empêchant d'accéder à la tribune avant les matchs à domicile. Du coup, lors du déplacement à Laval, le groupe sort une phrase « non au chantage » et craque plusieurs fumigènes. Trois membres du groupe sont interpellés par les forces de l'ordre à la fin du match de manière assez violente puisqu'une voiture de la BAC a failli renverser des supporters et que d'autres policiers ont fait usage de bombe lacrymo. En réaction à ces problèmes une manifestation est organisée en coordination avec d'autres supporters, notamment à la suite de la fermeture du forum sur le site officiel, lors du match Caen-Guingamp du 26 août 2005. Pendant 20 minutes, le kop ne chante pas et seule une banderole avec inscrit dessus « Dirigeants : C'est ça que vous voulez » est déployée. À la 20e minute, les chants reprennent avec une autre phrase « Nous, on ne lâchera pas ». Une autre phrase est aussi déployée en seconde mi-temps par rapport à l'intervention des stadiers et policiers lors du déplacement précédent à Laval. Mais le club et le groupe se sont ensuite rencontrés à plusieurs reprises et les relations se sont améliorées entre les deux parties. Le club a concédé au groupe l'utilisation limitée d'engins pyrotechniques dans un cadre bien défini.
Lors du déplacement à Gueugnon, le BOB 14 fête dignement son 5e anniversaire avec un tifo à base de grands cartons. Puis vient le déplacement tant attendu chaque année au Havre. 12 bus du groupe prennent la direction de la Haute-Normandie. Des incidents ont lieu à l'arrivée des bus au stade où des habitants des immeubles jouxtant le stade Deschaseaux arrosent certains bus de divers projectiles. Quelques Caennais descendent des bus pour les faire fuir. Un millier de Caennais est présent en parcage et le groupe organise un animation basée sur un blason de Caen sur fond rouge accompagné de feuilles bleues.
Malgré un soutien sans faille du public (10 000 spectateurs de moyenne), les résultats de l'équipe sont mitigés. Les supporters leur font bien comprendre ainsi qu'aux dirigeants lors du match contre Laval en janvier 2006 : lors de l'échauffement des joueurs, une banderole « L1 : RDV EN 2012 ??  » est déployée puis au coup d'envoi : « 2005 : PROMESSES DE L1 - 2006 : MAINTIEN INCERTAIN - BOUGEZ-VOUS LE CUL ! ». L'objectif premier des supporters est bien la remontée mais ce ne sera pas pour cette saison-ci puisque malgré une excellente seconde partie de saison, le club échoue à une marche du podium lors de la dernière journée.
Le groupe, du fait de la relégation, prend part au collectif SOS ligue 2 lancé en mai 2004 par les groupes de supporters de deuxième division contre les matchs se déroulant le vendredi (au lieu du samedi). Une phrase commune est affichée par tous les groupes prenant part au collectif : « le foot le samedi pour des stades en vie ». Le MNK la pose pour la première fois lors du déplacement à Reims puis le fait systématiquement à domicile.
Lors du derby contre le Havre en avril 2006, le MNK débute les festivités de son dixième anniversaire. Un tifo est organisé sur toute la tribune avec des cartons rouge et bleu formant le mot Caen. Une grande bâche est dressée devant la tribune avec l'inscription « 1996-2006 Malherbe Normandy Kop ». En marge du match, et cela avant la rencontre, des supporters des deux camps se sont affrontés sur le rond-point non loin du stade de Venoix. La bagarre, qui ne dure guère plus d'une minute, fait des blessés dans les deux camps. Ce n'est pas la première fois que le derby engendre des violences physiques entre les supporters rivaux puisque des Caennais, essentiellement membres des Hund Boys, avaient chargé les supporters havrais en septembre 1993 sur le parking du stade Jules-Deschaseaux.
Un tifo est organisé pour le dernier match à domicile contre Créteil avec « L1 » écrit avec des cartons rouge et bleu sur toute la tribune Borrelli. Un hommage est aussi rendu au joueur Jimmy Hébert qui a passé 10 ans sous les couleurs malherbistes.
Lors de cette saison, et après plusieurs demandes infructueuses, le groupe obtient enfin de la mairie un local. Bien que petit et mal équipé, il permet de stocker du matériel et préparer les tifos.

#### La remontée en Ligue 1
La saison 2006-2007 repart sur les chapeaux de roues, l'enchaînement des bons résultats permet de fidéliser encore de nouveaux supporters dans la tribune Borrelli. Lors des matchs amicaux qui se déroulent avant la saison, une banderole apparaît à côté de celle du MNK : « JUC » pour Jeunesse Ultra Caennaise. C'est un regroupement de quelques jeunes au sein du groupe qui ont les mêmes références en tribune, qui partagent certains délires. Le 27 octobre, lors de la rencontre contre Ajaccio, le groupe fête dignement ses 10 ans avec un immense tifo sur toute la tribune : cinq grandes voiles couvrent la tribune seconde tandis que des bandes forment les mots « Malherbe Normandy Kop. La chorégraphie est parfaitement exécutée par l'ensemble des supporters. Tout le stade applaudit ce tifo. À la 10e minute du match, environ 50 torches sont craquées dans une tribune déjà en ébullition, occasionnant une courte interruption de la partie. Les buts successifs de l'équipe caennaise permettent d'en allumer d'autres dans le courant du match. À la fin de celui-ci, l'ensemble des joueurs viennent saluer la tribune. Cette saison est aussi placée sous le signe de la lutte pour les droits des supporters. En effet, la Ligue de Football ainsi que les pouvoirs publics accentuent la répression dans les stades. Lors du déplacement à Brest, les Caennais déploient une banderole avec inscrit dessus « être supporter n'est pas un crime ». Les ultras brestois font de même. Durant le match, une autre banderole est déployée sur le grillage « le foot le samedi » quelques jours après la déclaration du président de la ligue, Frédéric Thiriez, qui maintenait les matches de Ligue 2 le vendredi. Cette banderole est ensuite exhibée lors de nombreuses rencontres.
Lors du match contre Guingamp, le MNK réalise son premier tifo 100 % normand avec une Croix de Saint-Olaf en jaune sur fond rouge avec des cartons. Deux banderoles accompagnent le tout « Nous sommes Malherbe, fierté de Normandie ». L'identité normande du groupe s'est renforcée au fil des années ; de plus en plus de références à la culture normande font leurs apparitions dans la tribune (chants, blasons, etc.). L'équipe continue d'avoir de bons résultats, même s'il faut attendre la dernière journée pour la montée, fêtée dignement lors du dernier match à Libourne Saint Seurin. Dans un stade trop petit pour accueillir toute la colonie caennaise. En effet, 3 cars partent de Caen pour rejoindre la Gironde. Le parcage prévu pour contenir les Caennais se révèle rapidement trop exigu, on peut estimer à 300 le nombre de supporters visiteurs ce jour-là. Avant la rencontre, les Caennais envahissent la petite ville de Libourne puis se regroupent pour faire un cortège de 150 personnes jusqu'au stade. Dans l'enceinte, l'engouement des Caennais est tel que le grillage cède après 1 minute de jeu lors du premier but ! L'ambiance ne redescend pas et le second but est l'occasion d'une véritable communion entre les supporters et les joueurs ; les portes de la ligue 1 sont désormais ouvertes. La montée est fêtée par l'allumage d'une vingtaine de torches.

## Les années yoyo et l'opposition au club 2007-2011

### Une nouvelle scission au sein du MNK
La JUC, créée en début de saison, fait l'objet de débats au sein du MNK : certains membres estiment que, étant donné la jeunesse du groupe, il est prématuré de créer ce que l'on appelle dans les groupes ultras une « jeune garde ». En effet, l'objectif que se fixe la JUC est d'intégrer les membres les plus jeunes afin de les former et préparer à être des futurs « cadres » du groupe. Même au sein des plus jeunes, cette idée ne fait pas l'unanimité. Une rupture s'effectue entre ce regroupement de jeunes et le groupe. Ils restent toutefois encore membre du groupe durant toute la saison mais ils effectuent leur premier déplacement indépendamment du groupe à Valenciennes en J9. À l'issue de la saison 2006-2007, l'essentiel de la JUC, constatant l'impossibilité de créer une jeune garde, quitte le groupe et la tribune pour fonder son propre groupe : les Fans Caen. Les statuts de l'association sont déposés en préfecture le 12 mai 2007. Ils font leur premier match en populaire E contre Rennes. Les Fans se placent à l’extrémité gauche de la tribune, là où se situaient les Hund Boys. Le groupe commence avec des effectifs avoisinant les quinze personnes. Ils essayent d'animer la tribune mais celle-ci est peu réceptive dans l'ensemble. Les Fans décident donc de se placer au centre de la tribune, juste derrière les buts.

### La contestation du nouveau logo

#### Le retour en D1
Lors de l'intersaison, le club a décidé de modifier son logo pour le rendre plus moderne, le nouveau reprend étrangement le modèle de Pepsi-Cola. Du coup, les supporters l'appelle le logo Pepsi. Ce changement intervient avec l'arrivée d'un nouvel équipementier : Nike. Lors du premier match à domicile contre Nice, le MNK organise une animation sur toute la tribune avec des feuilles rouges et bleues et au milieu l'ancien logo avec le drakkar ; sur la bâche du groupe est apposée une phrase « ceci est le blason du peuple rouge et bleu ». Contre Sochaux, animation en début de deuxième mi-temps avec la phrase « rendez nous notre logo » accompagné dudit logo. Quelques torches sont allumées, ce qui n'est pas du goût du club qui fait intervenir les stadiers. Cette animation est répétée à chaque match à domicile durant la saison. Lors du déplacement à Auxerre, le MNK emmène son propre logo et le déploie dans la tribune visiteurs pour bien signifier aux dirigeants caennais leur avis. À Saint-Étienne, le MNK organise une animation insolite : le noyau du groupe se met torse et porte des soutien-gorges ! Une phrase est déployée juste devant « partout, on vous soutient ! ». Cette animation est très appréciée par les supporters stéphanois du kop nord qui applaudiront les Caennais en fin de match. Avec la défaite 3-0, les esprits s'échauffent entre les supporters et les joueurs. Yoan Gouffran en fait les frais et il reçoit un « bouge toi le cul » de la part du capo caennais durant la rencontre. Le lendemain du match, au décrassage, les supporters tentent de s'expliquer avec les joueurs dont Gouffran mais celui-ci répond sèchement par un « attend la fin, j’vais baiser ta mère !  » aux quelques membres du MNK présents. Après ce décrassage, seul Jérémy Sorbon tente de dialoguer mais il prend systématiquement la défense de son ami Gouffran. En tout cas, le club enchaîne les mauvais résultats et cela se ressent dans l'ambiance du stade. Lors du match contre Metz, les chants ne durent pas assez longtemps, le bloc MNK est un peu amorphe. Mais les relations avec Gouffran se sont un peu améliorées car il est applaudi après son but.
Le déplacement en coupe de la ligue à Toulouse pour le compte des 16e de finale est resté graver dans l'histoire du MNK. Le match se déroulant un mardi, peu de membres du groupe était disposé à descendre dans la ville rose. Néanmoins, un membre descend en train la bâche extérieure sans la permission du groupe. Or, avec si peu de membres présents, la bâche n'aurait jamais dû être emmenée. À la fin du match, des supporters de Toulouse faisant partie du groupe Sharks 31 croisent les Caennais qui repartaient vers la gare. Les toulousains font pression sur les deux Caennais qui restent (les deux autres prennent la fuite), pour se faire remettre la bâche extérieure du groupe. Etant en sous nombre, les Caennais ne cherchent pas l'affrontement et donnent la bâche. Cinq jours plus tard, le hasard du calendrier fait que les deux clubs s'affrontent en championnat à Caen. Avant le match, la tension est palpable, des Caennais tournent autour du stade à la recherche des toulousains. Une voiture est repérée mais ce n'est pas la bonne. Dans le parcage visiteurs, les Sharks sont bien présents, avec d'autres supporters toulousains. Mais ils ne verront pas la défaite de leur équipe car la police décide de les faire partir 10 minutes avant la fin du match afin d'éviter des incidents avec les Caennais.
Lors du déplacement suivant à Lorient, le MNK sort une nouvelle bâche extérieure en forme de boutade : au lieu d'indiquer le nom du groupe, celui-ci est décrit sous la forme d'un rébus. Le match commence lorsqu'un membre du MNK fait une chute du balcon du parcage. Atterri 3 mètres plus bas, il n'est pris en charge par les secouristes que plusieurs minutes après sa chute. Il est finalement évacué vers l'hôpital de Lorient qui le laisse repartir sans lui avoir fait passer un scanner.

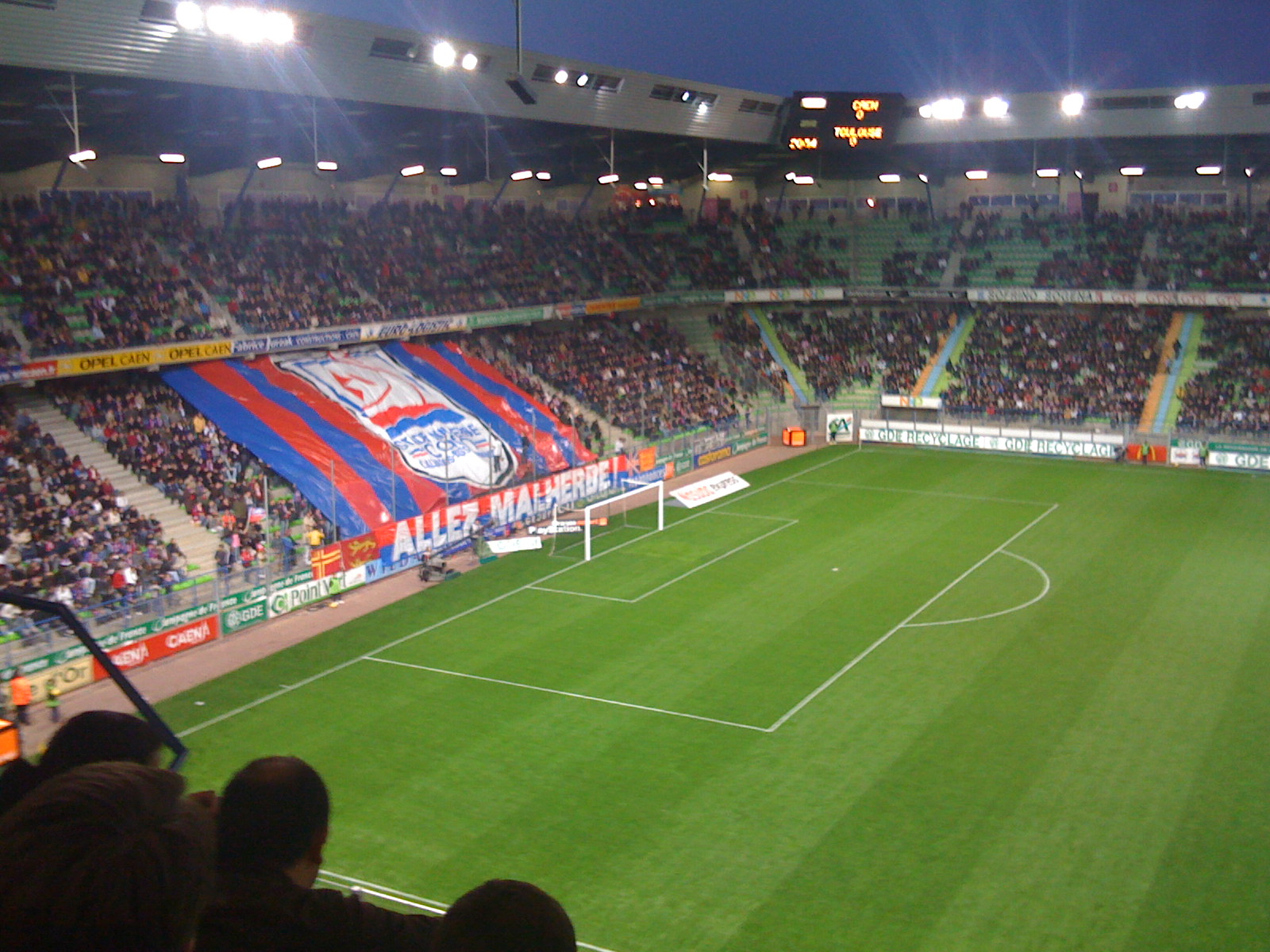
Tifo de l'ancien blason, d'Ornano en 2009.

Le match à domicile contre Lille permet une nouvelle fois au MNK de s'opposer à la politique commerciale du club. Ce jour-là, le club présente fièrement sa nouvelle mascotte, un viking. Le groupe sort une phrase « Un viking sans drakkar, c'est comme un club sans blason!  », allusion à l'ancien blason du club qui représentait un drakkar. À la mi-temps, l'ancien blason est sorti dans le kop accompagné de deux phrases : « on perd notre blason » et « on perd notre âme ». Lors du match suivant à domicile, contre Lyon en 8e de finale de la coupe de la ligue, le groupe décide de dénoncer l'attitude commerciale du club dans un communiqué. En effet, pour ce match, les tarifs, y compris pour les abonnés, sont élevés. Cependant, le MNK ne souhaite « pas pénaliser les joueurs qui ont largement mérité leur qualification » et l'ambiance est quand même assurée. Le groupe ne bâche pas et une phrase est placée à l'endroit habituel : « RENDEZ-NOUS LE STADE MALHERBE ». Une autre phrase est sortie à la mi-temps : « HALLOWEEN A CAEN : MÊME LES PRIX FONT PEUR! ». Pour ce retour en D1, le club réalise une bonne première partie de championnat et finit 4e à l'issue des matchs-aller. L'ambiance dans la tribune s'en ressent car de plus en plus de supporters participent aux chants. Lors du match contre Strasbourg, c'est près des 2/3 du stade qui reprend « qui ne saute pas n'est pas Caennais ». Mais l'année 2008 commence par une série de défaites qui font redescendre le club au classement. Du coup, le maintien n'est pas assuré et le MNK le fait savoir aux joueurs par l'intermédiaire de phrases comme contre Lorient (« Dépouillez vous ») ou Monaco (« il n'est pas trop tard, réagissez ! »). Le groupe participe aussi à la lutte pour un football populaire lors de journée d'action commune. Lors du déplacement à Strasbourg, le groupe déploie un banderole « Supporter Strasbourg n'est pas un crime » tandis que les supporters de Strasbourg déploient une autre banderole « Supporter Caen n'est pas un crime ». Le groupe remet une couche sur le logo du club lors du dernier match à domicile contre Rennes avec une animation avec le logo historique du club accompagné de bandes rouges et bleues et une phrase « Malherbe, c'est ça ! ». Mais le club interdit l'affichage d'une banderole mentionnant l'adresse du site où les supporters pouvaient signer une pétition contre le nouveau logo. De leur côté, les Fans Caen réalisent une voile représentant le Mont-Saint-Michel accompagnée d'une phrase « 708 - 2008 » pour signifier l'anniversaire de lieu. Le dernier match de la saison se joue à Nice. Lors de cette journée, l'ensemble des associations de supporters ont décidé de faire une manifestation contre la répression dont ils sont victimes. Les Caennais participent à la manifestation à Nice aux côtés de plusieurs groupes ultras du sud de la France.
Cette saison 2007-2008 est aussi marquée côté tribune par deux événements : le premier se déroule lors du match contre Nancy en janvier 2008 qui donne lieu à une fight entre supporters de Caen et Nancy avant le match, non loin du centre ville de Caen. 18 personnes sont interpellées par les forces de l'ordre mais aucun Caennais n'est poursuivi par la justice, ils doivent uniquement s'acquitter d'amende. Le second concerne la venue du PSG au mois d'avril. Ce match intervient quelques jours après la dissolution des Boulogne boys par le ministère de l'intérieur. Près de 500 policiers et gendarmes sont mobilisés pour canaliser les supporters parisiens. Cela n'empêche pas un groupe d'une centaine de membres de la tribune Boulogne d'arriver au stade en cortège et de faire le tour du stade comme si de rien n'était. Caen gagne 3-0 ce qui plonge le PSG dans les profondeurs du classement. Du coup, les supporters parisiens s'excitent et les CRS sont obligés de se poser devant le parcage à la fin du match.

#### Une année de transition
Pour la première fois depuis le milieu des années 90, le club se maintient une deuxième année consécutive en D1. La lutte contre le logo continue en ce début de saison 2008-2009 lors du premier match à domicile contre Valenciennes, le MNK sort 3 grandes bâches : l'ancien logo du club, une avec des bandes rouges et bleues et une troisième avec le logo du MNK. Le tout est agrémenté de drapeaux rouges et bleus. Dans la tribune d'en face, les Fans Caen changent d'emplacement et se placent désormais au centre de la populaire E. Lors du match suivant à Monaco, le MNK écrit à la va-vite une phrase de soutien aux supporters marseillais les MTP qui ont perdu deux de leurs membres dans un accident de bus. C'est un autre message de soutien qui est sorti contre le PSG pour Guillaume, un membre de la tribune, qui est mort en Afghanistan. Une phrase « A Damien parti trop tôt » est tendue pendant la minute de silence, et son prénom est scandé par le kop avant le coup d'envoi. Pour le match contre Saint Etienne, le MNK reprend la thématique la manifestation de Nice : une grande phrase faisant la longueur de la tribune est posée « Tribune populaire Luc Borrelli » pour signifier que la tribune doit rester accessible à tout public. Des drapeaux rouges et bleues sont aussi agités dans la tribune. Pour cette deuxième année en D1, Le Havre est aussi de retour. Le match aller entre les deux clubs normands se déroule le 8 novembre 2008. Côté caennais, les deux groupes ont prévu des animations : le MNK déploie une voile façon graff avec le sigle du groupe accompagné des mots Tribune et Borrelli ; les Fans Caen réalisent une bâche de 12 mètres sur 6 représentant les monuments de la ville de Caen avec l'inscription « ici c'est caen ». Les deux groupes utilisent des engins pyrotechniques pour agrémenter le tout. Ce match se solde par la première défaite à domicile contre le rival havrais depuis 1985, la déception est grande dans les rangs des supporters caennais. Lors de la réception de Rennes, le MNK pose une phrase « liberté pour Santos » sur sa bâche à la suite de l'incarcération du supporteur marseillais Santos Mirasierra. Lors du déplacement à Sochaux, le MNK relance son idée de retour à l'ancien blason. Peu avant d'arriver à Sochaux, les 9 membres du groupe présents se déguisent en père Noël. Dans le stade, ils déploient une phrase « Pilou, cette année j'ai été sage, tu m'offres un blason ». Pour la réception du leader lyonnais, le MNK organise un tifo normand avec une bâche « Northmania » (qui signifie la terre des gens du nord). Pendant le match, l'attaquant lyonnais Sidney Govou est raillé par tout le stade car il s'est fait arrêter quelques semaines auparavant avec 2,69g/l au volant de sa voiture. Le kop lance un « il est des nôtres » qui est repris par l'ensemble du stade pendant 10 minutes. en début d'année 2009, le MNK arrive à organiser 10 bus pour le déplacement au parc des Princes. Caen perd une nouvelle fois et commence à plonger au classement. Comme chaque début de mois de février, le MNK rend hommage à Luc Borrelli d'autant plus que c'est le dixième anniversaire de sa mort qui est fêtée lors de la réception de Lorient. La saison se termine pour le MNK avec une opération avec la banque alimentaire lors du match contre Marseille le 1er mars 2009. Une centaine d'euros et plus de 300 kg de denrées alimentaires ont été récupérés. La saison 2008-2009 se termine par la réception de Bordeaux qui joue le titre alors que Caen joue le maintien. Le MNK le rappelle aux joueurs par l'intermédiaire d'une animation de drapeaux et écharpes rouges et bleues accompagnés d'une phrase « que ces couleurs restent en D1 ! ». Malgré le soutien de la tribune Borrelli, l'équipe est reléguée en deuxième division. C'est la tristesse dans la tribune. Des heurts ont lieu dans les coursives entre les stadiers et des membres du MNK après le match qui nécessitent l'intervention de la police. 4 personnes sont interpellées, une des personnes reçoit plus tard une interdiction de stade (I.D.S.) pour avoir porté un coup à un stadier.

### La contestation du nouveau maillot

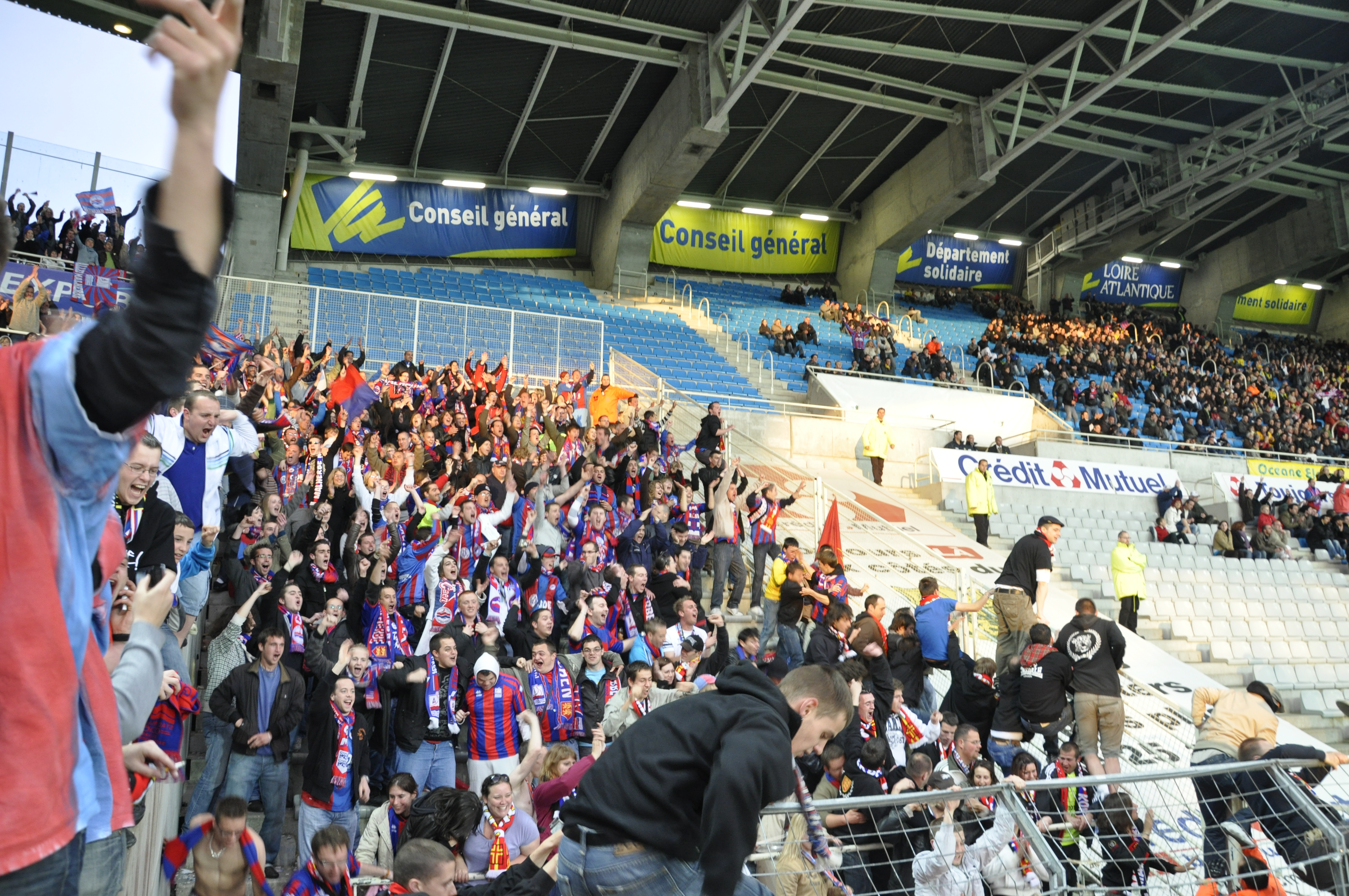
célébration du titre à Nantes

Peu avant le début de la saison 2009-2010, le MNK publie un communiqué intitulé « droit dans le mur »  qui dénonce pèle mêle la hausse des abonnements, un nouveau maillot mais surtout le statu quo de l'équipe dirigeante. Le MNK demande le départ de Jean-François Fortin ainsi que du manager général Franck Dumas et le retour à l'ancien blason et le maillot à rayures. Mais l'appel reste vain. Le premier match à domicile contre le FC Nantes permet au MNK de rendre hommage à un stadier apprécié de la tribune décédé au mois de juillet. À Châteauroux, le groupe se moque du nouveau maillot extérieur du club en déployant une phrase « SMC, partenaire de la sécurité routière ! » car il fait étrangement penser au gilet jaune de sécurité obligatoire dans les voitures. Comme à chaque confrontation, le match contre le Havre est très attendu par les supporters caennais. Pour ce match, le MNK a préparé une voile de 70 mètres de long avec au centre le logo historique du club, à gauche la tour de Caen et à droite les trois léopards normands. La voile est accompagnée de la phrase « honorez ces blasons ! ». le club ne quitte pas les premières places du championnat mais le stade n'est pas pour autant rempli. Seule la tribune Borrelli l'est à peu près à chaque match mais paradoxalement l'ambiance n'est pas forcément toujours au rendez vous. Des tensions apparaissent avec les stadiers début 2010 lors du match contre Bastia. Afin d'éviter les incidents de la saison précédente contre Bordeaux, la police est placée préventivement devant la tribune à la fin du match contre Châteauroux. Malgré le soutien sans faille des supporters, les joueurs du club oublient parfois qu'ils sont là comme c'est le cas à Ajaccio en février 2010. Malgré la présence de quatre supporters venus de Caen, aucun joueur ne vient les saluer à la fin du match. Lors du match suivant contre Strasbourg, le MNK le fait savoir aux joueurs en déployant la phrase « 4 supporters ignorés, c'est ça l'esprit Malherbe ? ». Lors du déplacement à Angers, un membre du MNK allume un fumigène, un autre se brûle la main en le ramassant. Il est pris en charge par les pompiers mais les policiers en profitent pour l'interpeller le suspectant d'avoir allumé le fumigène. Deux semaines plus tard, il y a un nouvel incident à Tours après le but caennais. Comme à ses habitudes, les supporters caennais célèbrent les buts en montant sur tout ce qu'ils peuvent trouver (filet, grillage) mais cette fois ci, un stadier fait redescendre un supporter du grillage de manière violente. Une altercation a lieu entre les stadiers et les membres du MNK. Ces soucis n'empêchent pas au MNK de continuer d'encourager le club et de croire à la remontée. Lors de la réception de Nîmes, le groupe tend sur le filet une voile représentant trois objectifs à viser « objectifs 09/10 : maintien, montée, titre ». La case « maintien » est cochée avant le match et celle de la montée durant le match. Toute la tribune puis le stade reprendre le chant « c'est la Ligue 1 pour nous ce soir !». Le match suivant se déroule contre le voisin havrais. Quatre cars prennent la direction du stade Jules-Deschaseaux pour un match qui se déroule un lundi. Le MNK nargue les supporters havrais avec une banderole « on est en D1 ! ». La montée en D1 est officiellement fêtée lors de la réception d'Istres le 30 mai 2010. Le MNK invite tous les supporters à tendre leurs écharpes à l'entrée des joueurs. Finalement, seule la tribune Borrelli et quelques coins isolés du stade ont répondu à l'invitation du MNK. À la mi-temps, le groupe déploie une banderole « La passion de se dissout pas ». Cette banderole faisant suite au 5 dissolution de groupes parisiens (Grinta, Authentiks et Supras), lyonnais (Cosa Nostra Lyon) et nicois (Brigade Sud Nice). Pour le dernier match à domicile contre Metz, le MNK organise une animation à base de 3 500 sachets de confettis qui sont lancés simultanément lors de l'entrée des joueurs. L'équipe perd son dernier match. Le titre se joue donc lors de la dernière journée à Nantes. Trois bus prennent la direction de Nantes et près de 600 supporters sont présents. Le match se termine par une victoire caennaise et la célébration du titre. Les joueurs viennent directement voir les supporters et la fête se prolonge sur le parking du stade de la Beaujoire. Au retour des bus sur l'esplanade du stade Michel-d'Ornano, les joueurs viennent encore se mêler aux supporters qui allument moult fumigènes. Le lendemain, les joueurs sont reçus à la mairie de Caen. Le MNK arrive sur le parvis de la mairie accompagnée d'une grande banderole « champion ». Le groupe reçoit de la part du club une médaille symbolisant le titre de champion de D2. Le groupe apprend à l'intersaison que deux de ses membres sont interdits de stade à la suite des incidents à Angers et Tours.

### La lutte contre les I.D.S. et les 15 ans du groupe 2010 -?
Au début de la saison 2010-2011, les relations entre le groupe et le club se tendent notamment parce que le groupe soutient activement les interdits de stade (I.D.S.). Lors du match à Marseille, les membres du groupe qui portent un tee-shirt « courage à nos amis IDS » sont priés par les forces de l'ordre de le retirer. Le match suivant contre Lyon, les policiers sont au pied de la tribune Borrelli et vérifient qu'aucune personne ne porte ce tee-shirt. Cela en est trop pour le MNK qui décide d'une action lors de la réception de Brest : un sit-in est organisé sur l'esplanade juste avant le match. Deux phrases sont déployées : « supporter = citoyen » et « liberté d'expression ». Malgré les demandes du groupe, aucune autorité compétente n'est en mesure de dire d'où vient l'interdiction. Les membres du groupe ont la confirmation que l'interdiction vient du club lors du déplacement à Auxerre lorsqu'un stadier auxerrois leur montre une lettre émanant du club. Finalement, le club lâche du lest et autorise le groupe à poser un petit étendard « courage à nos amis IDS » sur la bâche domicile lors du match contre Bordeaux. Mais les tensions réapparaissent rapidement notamment entre le directeur adjoint de la sécurité du club et le groupe. Lors du match contre Nancy, prétextant un manque d'information, le directeur adjoint n'autorise pas le groupe à bâcher et installer sa table de vente comme prévu ; c'est la première fois que la bâche du groupe n'est pas présente à domicile depuis sa création. Avec les mauvais résultats de l'équipe, le groupe relaye le mécontentement des supporters. Lors du match contre Lille, une partie du public chante « et les clients sont pas contents » en référence à l'interview donné par le directeur de la communication du club qui parlait de clients et non pas de supporters.

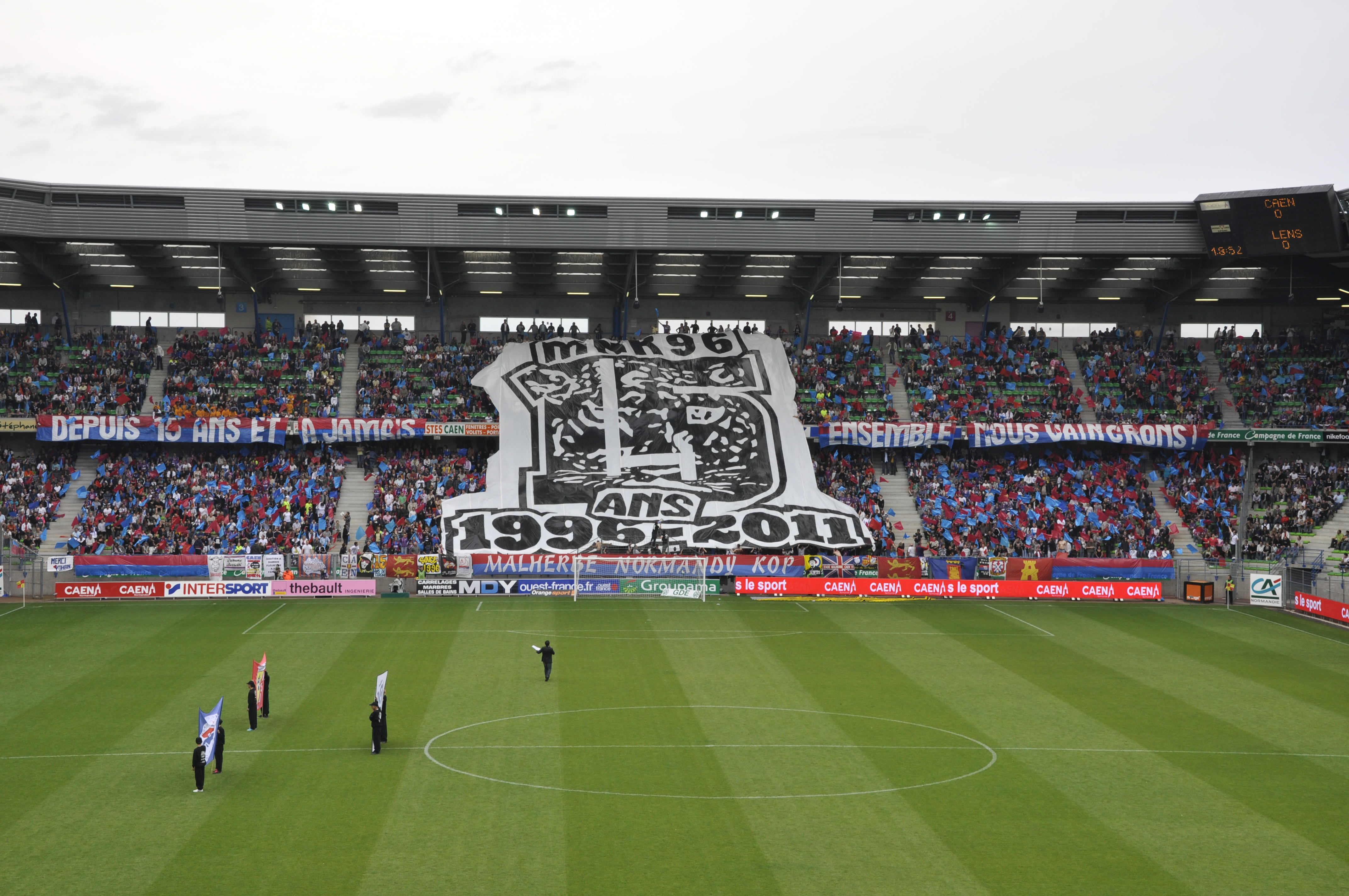
tifo des 15 ans du MNK

Le premier match de l'année 2011 se déroule contre Lyon pour le compte des 32e de finale de la coupe de France. À quelques secondes du coup d'envoi, quelques supporters rentrent dans le stade passablement alcoolisés. Les stadiers les font sortir de la tribune Borrelli mais des coups sont échangés. La police intervient et arrête trois supporters qui reçoivent quelques jours après une interdiction de stade. Lors du match reporté à Lens, un supporter qui venait de purger une interdiction de stade de 6 mois est de nouveau interpellé par les forces de l'ordre qui se montraient provocantes. Au match suivant à domicile, contre Auxerre, les supporters de la tribune Borrelli subissent un contrôle d'alcoolémie à l'entrée de la tribune. Les personnes ayant été contrôlées positivement n'ont pu rentrer dans la tribune.
Lors de la réception du Lens en mai 2011, le Malherbe Normandy Kop fête ses 15 ans. Une voile de 25 mètres sur 25 représentant le chiffre 15 incrusté de la tête d'un léopard est déployée sur la populaire Borrelli et la seconde Calvados. Une banderole proclame « depuis 15 ans et à jamais, ensemble nous vaincrons ! ».4 000 drapeaux rouges et bleus complètent l'animation. En début de seconde mi-temps, des fumigènes et des torches sont allumées pour embraser la tribune. La rencontre est retardée de 5 minutes. Cette animation vaut au club un match à huis clos avec sursis. La saison se termine par un maintien acquis lors de l'ultime journée contre Marseille dans un stade rempli. Le MNK organise une dernière animation à base de feuilles formant en blanc les lettres « SMC » sur fond rouge et bleu. La tribune répond présente lors de ce dernier match car elle suit le MNK dans ses chants. L'ambiance permet à la tribune de jouer pleinement le rôle de « 12e homme ».À l'issue de ce match nul 2-2 contre Marseille qui assure le maintien au Stade Malherbe, l'ailier gauche prêté par Monaco, Yohan Mollo, monte en Populaire B rejoindre le MNK dans l'euphorie du maintien obtenu ce soir-là.